# Séisme de 2011 de la côte Pacifique du Tōhoku
Le séisme de 2011 de la côte Pacifique du Tōhoku, ou simplement appelé séisme de Tōhoku, est un tremblement de terre de magnitude 9,1, survenu au large des côtes nord-est de l'île de Honshū, au Japon, le 11 mars 2011 à 5 h 46 min 24 s (UTC). Son épicentre se situe dans l'océan Pacifique à 130 km à l'est de Sendai, chef-lieu de la préfecture de Miyagi, dans la région du Tōhoku, ville localisée à environ 300 km au nord-est de Tokyo. L'intensité sismique maximale est enregistrée à Kurihara et s'élève à 7 sur l'échelle de Shindo (son grade le plus élevé). Il engendre un tsunami dont les vagues atteignent une hauteur estimée à plus de 30 mètres par endroits. Ce raz-de-marée parcourt jusqu'à 10 km à l'intérieur des terres, ravageant près de 600 km de côtes et détruisant partiellement ou totalement plusieurs villes et zones portuaires.
La catastrophe fait 18 000 morts et disparus, des milliers de blessés et des destructions considérables. Ce bilan a plusieurs causes :
- le séisme de magnitude 9,1 n'occasionne que peu de victimes et de dégâts grâce à la qualité des constructions parasismiques japonaises.
- le tsunami, conséquence du séisme, est à l'origine de plus de 90 % des morts et disparus, ainsi que de l'essentiel des dégâts matériels.
- l'accident nucléaire de Fukushima, conséquence du tsunami provoqué par le séisme. Bien qu'il soit placé au niveau 7, le plus élevé sur l'échelle internationale des événements nucléaires (INES) des accidents nucléaires et radiologiques, ses conséquences sanitaires anticipées des doses d'irradiations reçues par la population générale au Japon et en dehors sont minimes selon l'OMS.

La reconstruction nécessite plusieurs années et son coût fait de ce séisme le plus onéreux de l'Histoire devant celui de Kobe en 1995. Les pertes économiques estimées sont de l'ordre de 210 milliards de dollars.

## Séismes

### Contexte géodynamique

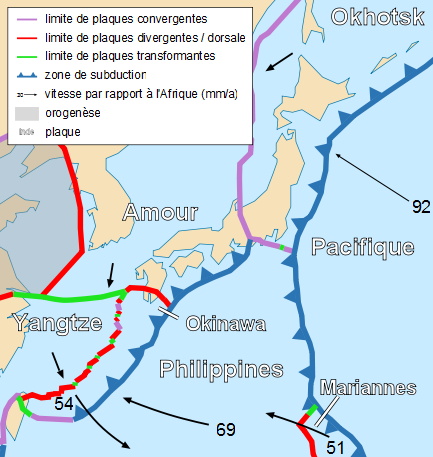
Les plaques tectoniques et l'archipel du Japon.

L'archipel japonais se trouve dans une zone sismique et volcanique très active. Il est en effet situé sur la ceinture de feu du Pacifique, à la jonction de trois plaques tectoniques (les plaques pacifique, eurasiatique et des Philippines). Placé également au-dessus de zones de subduction, l'archipel japonais subit ainsi de nombreux séismes associés quelquefois à des tsunamis. « Quatre-vingt-dix pour cent de l'énergie sismique libérée à la surface de la Terre ce dernier siècle se concentre dans les zones de subduction, à l'interface des plaques en convergence » explique ainsi Serge Lallemand, chercheur au laboratoire Géosciences de Montpellier.
Les archives historiques mentionnent seize séismes-tsunamis depuis 1611 situés au nord de l'île principale. Un de ces séismes parmi les plus meurtriers ayant affecté cette région a eu lieu le 15 juin 1896 au large des côtes de la Préfecture d'Iwate. Sa magnitude a été estimée à 8,5. Il déclencha un tsunami avec un déferlement d'une hauteur maximale de 38 mètres, et tua 22 066 personnes. Un autre eut lieu le 2 mars 1933, légèrement plus au nord, faisant environ 3 000 victimes causées par le tsunami à la suite du séisme avec un déferlement estimé à 28,5 m à Ofunato.
Ce séisme est né le long de la fosse océanique du Japon à la limite de deux plaques lithosphériques convergentes :
- la plaque pacifique (plaque lithosphérique océanique), qui se déplace vers le nord-ouest d'environ 9 cm/an et qui est en subduction sous la seconde plaque[10] ;
- la plaque eurasienne (plaque lithosphérique continentale), qui se déplace vers le sud-est à une vitesse de 0,95 cm/an.

La subduction du mont Daiichi-Kashima sous la plaque d'Okhotsk dans la fosse du Japon au large de la plaine du Kantō pourrait être à l'origine de la puissance inhabituelle de ce séisme,.

### Séisme principal

#### Explications
Si la secousse principale a eu lieu le 11 mars, c'est dès le 9 mars que la terre a tremblé dans la région avec une première secousse de magnitude 7,2 à environ 40 km de distance de la secousse principale, suivie le même jour par trois secousses de magnitude supérieure à 6,0. Les chercheurs du CNRS-INSU qualifient le séisme de magnitude 7,2 comme un séisme « a posteriori précurseur » de celui du 11 mars.
Ce séisme est dû au glissement brutal — estimé à 10 m de hauteur — d'une très grande faille inverse de 400  à   500 km de long et 30 km d’épaisseur située à quelque 120 km des côtes japonaises,. La très forte magnitude de ce séisme s'expliquerait par le jeu des pressions et tensions qui se sont accumulées pendant environ un siècle depuis le dernier séisme dans cette région.
Ni le regard humain ni les instruments n'ayant d'accès direct aux couches géologiques (ou strates), les explications sismiques ne peuvent être qu'interprétatives.[pas clair] Le choc principal selon l'USGS (W-phase, USGS) viendrait d'un séisme né sur un plan à faible pendage (14°W) orienté N13°E, subparallèle à la direction moyenne N16 de la fosse du Japon, à une profondeur de 24 km. La magnitude déterminée est de Mw 9,0, rectifiée à 9,1 en 2016 (Mo = 3,9 × 1022 N m),. Harvard Seismology conclut à des caractéristiques mécaniques semblables avec un pendage de 9°, une direction N21°E à une profondeur de 20 km. Le Deutsche GeoForschungsZentrum (GFZ) émet une hypothèse différente — jugée problématique par certains — avec un pendage de 9° vers l’est (plan N17°E) (Mw 8,9 ; Mo = 2,4 × 1022 N m).

#### Caractéristiques

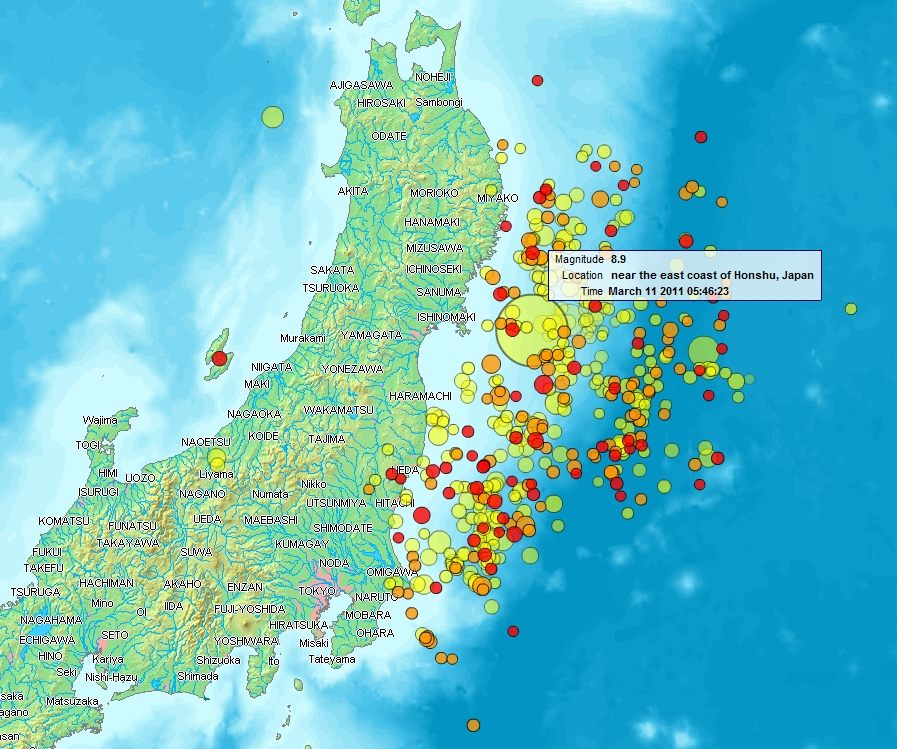
Carte de localisation des épicentres du séisme principal et des répliques.

La secousse principale d’une magnitude de 9,1 s’est produite à 14 h 46 min 23 s locales (5 h 46 min 23 s UTC) au large des côtes nord-est du Japon à 32 kilomètres de profondeur, et a fait violemment tanguer les immeubles de Tokyo,. Le séisme a été ressenti jusqu'à Pékin. Il a duré environ deux à trois minutes avec une propagation unilatérale estimée à 2,7 km/s. Ce séisme est considéré comme « dévastateur » et sa période de retour est estimée à vingt ans. D'après l'échelle de magnitude du moment, il fait partie des cinq séismes meurtriers les plus puissants depuis 1900 avec celui du Kamtchatka (magnitude de 9,0) en 1952, celui du Valdivia (de magnitude 9,5) en 1960, celui de l'Alaska (de magnitude 9,2) en 1964 et celui de Sumatra (de magnitude 9,1) en 2004,.

#### Fortes répliques tardives
Le séisme principal a été suivi le même jour de nombreuses répliques dont 56 de magnitude supérieure à 6 en date du 13 avril 2011 ; l’une d’elles de magnitude 6,4, s’est produite à 15 h 6 locales (6 h 6 UTC) et une de magnitude 7,1 environ quarante minutes plus tard. Les autorités japonaises craignaient la haute probabilité qu'au moins l’une des répliques attendues n'atteigne une magnitude supérieure à 7, ce qui s'est effectivement produit le 7 avril.
Sans compter une multitude de séismes de magnitude inférieure à 6,0 survenus les jours suivants, un séisme fort de magnitude 6,1 a été ressenti le 15 mars 2011 vers 14 h 30 (heure française), au sud-ouest de la capitale nippone. Selon l'Agence de météorologie japonaise, l'épicentre était situé à Shizuoka, à 120 km environ au sud-ouest de la capitale et à proximité du mont Fuji, zone où les secousses ont été les plus fortement ressenties. Plus tôt dans la journée, une des nombreuses secousses avait atteint également la magnitude de 6. Le mercredi 16 mars, une nouvelle réplique de magnitude 6,0 a été enregistrée à 3 h 52 GMT, à une centaine de kilomètres de Tokyo, puis le 17 mars à 4 h 13 GMT, le 19 mars à 9 h 56 GMT, toutes deux de magnitude 6,1, de nouveau le 22 mars la région subit dans la même journée deux séismes de magnitude 6,6, un de 6,4 et deux de 6,1 qui font deux blessés dans la centrale de Fukushima. Les répliques se poursuivent le 24 (6,1), le 25 (6,4) et le 27 mars (6,1). Cependant, aucune alerte au tsunami n'a été déclenchée pour ces répliques. Le 7 avril, une réplique plus importante de 7,1 déclenche une brève alerte au tsunami qui est levée deux heures plus tard.
Le 11 avril, une réplique de magnitude 6,6 (initialement évaluée à 7,1) est suivie d'une augmentation du niveau d'alerte autour de Fukushima.

### Conséquences géophysiques

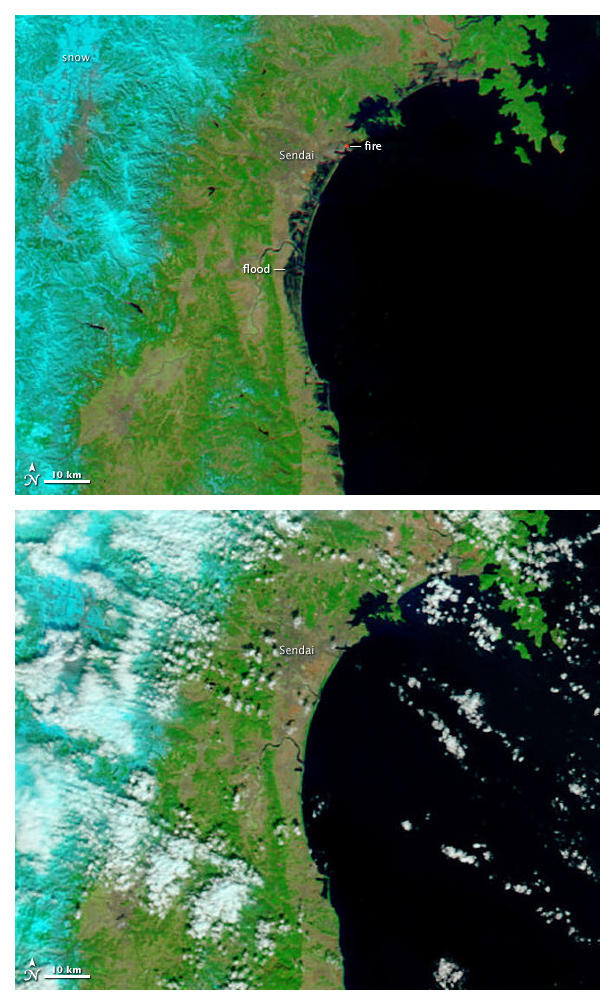
Une grande partie des dégâts matériels est due au tsunami. Vue du Japon, par le satellite MODIS, le 26 février (en bas) et le 13 mars (en haut) après le passage du tsunami (image en fausse-couleur où l'eau apparaît en noir et la ville de Sendai apparaît en brun. Des incendies sont encore visibles près de Sendai).

À la suite du séisme, l'île principale du Japon — Honshū — s'est déplacée de quelque 2,4 mètres vers l'est, au lieu des 83 millimètres en moyenne annuels. Ce mouvement entraînant un changement dans la répartition des masses de la Terre autour de son axe d'inertie principal, la vitesse de rotation de la Terre autour de son axe en est légèrement accélérée : les jours sont plus courts de 1,8 µs. De gigantesques tourbillons se sont formés au large des côtes et plusieurs volcans se sont manifestés par des explosions comme le mont Shinmoe ou le Sakurajima. Les zones côtières se sont assez fortement enfoncées, leur altitude diminuant de 20  à   84 cm[réf. souhaitée].
Quelques jours après, des géophysiciens de l'université de Californie à Santa Cruz (États-Unis), constatent, grâce aux relevés de données GPS, que les ondes sismiques ont accéléré le mouvement du courant glaciaire Whillans Ice Stream situé en Antarctique. Ce phénomène n'est pas unique puisqu'il avait été observé lors du tremblement de terre du Chili en 2010 et permet entre autres d'expliquer l'avancée des glaciers.
Bien qu'à chaque séisme, les vibrations du sol créent des infrasons qui vont interagir avec l'ionosphère composée d'ions et d'électrons, les mesures relevées montrent que cette fois-ci, ce séisme associé à son tsunami — qui crée également des infrasons —, a fortement ébranlé cette partie de l'atmosphère.
De tels séismes déclenchent presque à chaque fois un tsunami d'importance. Celui-ci a déferlé sur les côtes pacifiques du Japon et d'au moins une vingtaine de pays, dont l'intégralité de la côte du Pacifique de l'Amérique, soit de l'Alaska au Chili où l'alerte au tsunami et des évacuations d'urgence ont été nécessaires.

## Tsunami
Le séisme principal a engendré un tsunami avec des vagues jusqu'à 15 mètres de hauteur selon les observations par Port and Airport Research Institute (en), et avec des pics jusqu'à 39 mètres enregistrés à Miyako. Au cours des heures qui suivent le séisme, une alerte tsunami de niveau maximal est donnée par l’Agence météorologique japonaise à la Russie (les îles Kouriles mais pas l’île de Sakhaline), aux Philippines et aux îles Mariannes. Le Centre d'alerte des tsunamis dans le Pacifique a également placé en alerte tsunami l’île de Guam, Hawaï, les Philippines, l’Est de l’Indonésie, les îles Marshall, la Polynésie française, la Papouasie-Nouvelle-Guinée, Nauru, les États fédérés de Micronésie et Taïwan.
Le 5 décembre 2011, la NASA annonce que le tsunami était en fait composé de plusieurs vagues — au moins deux — ayant fusionné en haute mer, ce qui a multiplié sa force.

### Japon

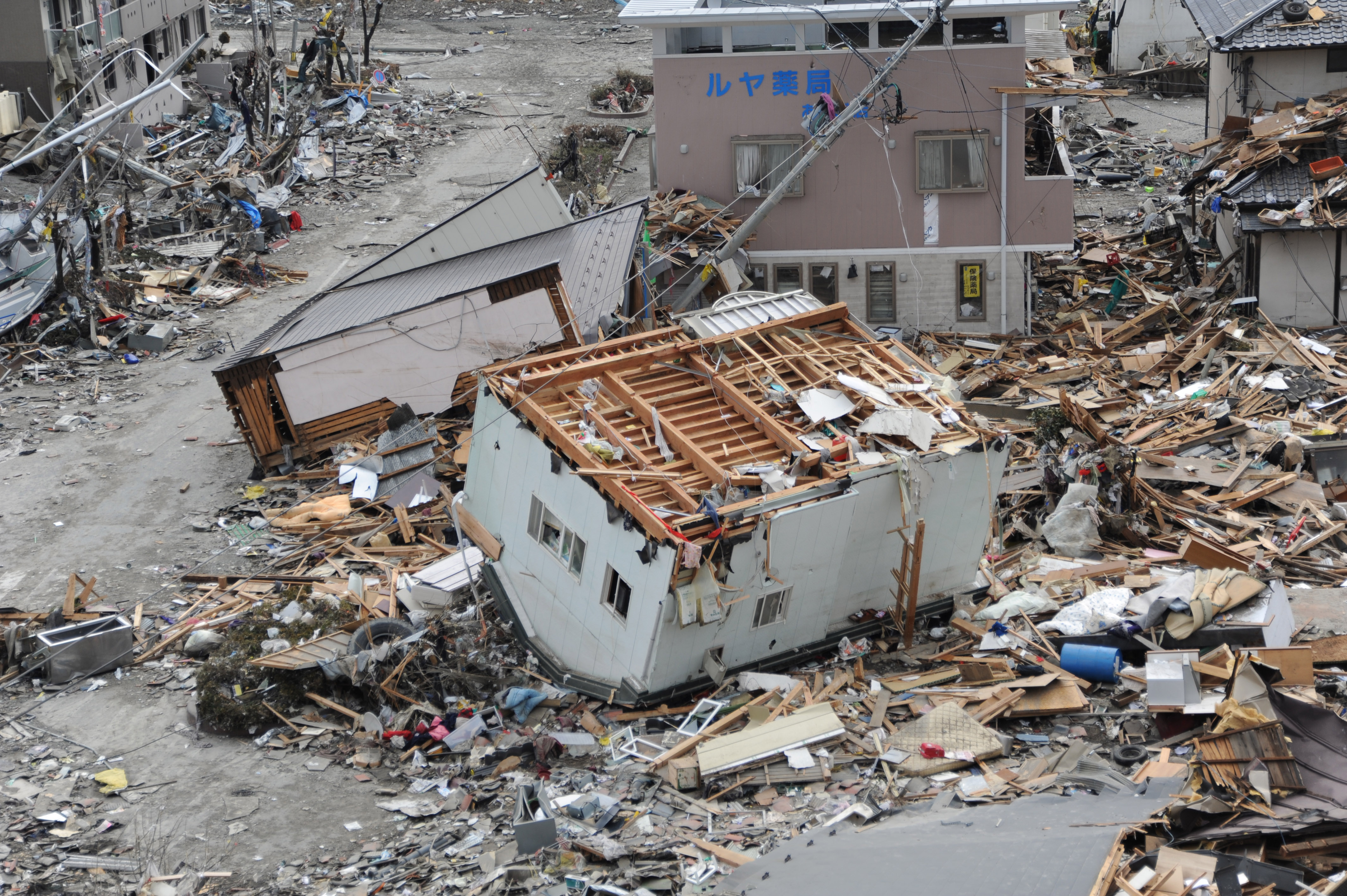
Dégâts occasionnés par le tsunami à Ōfunato (Japon).

Le tsunami a atteint la côte pacifique du Japon au bout de 10 min (temps calculé pour la partie nord-est la plus proche). La télévision de Kyodo a rapporté qu'un tsunami avec une vague de 4 mètres de haut avait frappé la préfecture d'Iwate au Japon. Une autre de 10 m de haut a été observée à Sendai dans la préfecture de Miyagi. Une vague d'une hauteur de 4,2 m a déferlé sur le port de Kamaishi, dans la préfecture d’Iwate. Un rempart de protection de 11 m de hauteur avait été érigé sur le littoral de la ville de Taro (en) (préfecture d'Iwate), cité en exemple et notamment visité par des représentants des autorités indonésiennes après le séisme de Sumatra en décembre 2004. Ce mur a été submergé par une vague qui le dépassait d'au moins 5 m. Au total, 54 des 174 villes côtières et collectivités locales de la côte est ont été touchées par le tsunami, et 101 lieux désignés comme zones de refuges ont été détruits.
Le séisme a débuté à 30 km sous le plancher océanique, au large du Japon, puis s'est propagé via une faille séparant les plaques jusqu'à la fosse du Japon, au fond de la mer, libérant une énergie équivalente à 8 000 bombes d'Hiroshima[Quoi ?].
Le système d'alerte japonais repose sur des tsunamètres (en), mais aussi sur des sismomètres. Combinés à un système informatique, ceux-ci prévoient l'ampleur d'un tsunami à partir de la magnitude et de l'emplacement du séisme. En mars 2011, ce système n'a pas fonctionné à la perfection. Publiées alors que le sol tremblait encore, les premières estimations indiquaient un séisme de magnitude 7,9. Or les analyses ultérieures ont révélé une magnitude 9,1, soit une libération d'énergie environ 60 fois supérieure. La prévision du premier bulletin d'alerte, annoncé 3 min après le début du séisme, était de 6 m pour la préfecture de Miyagi, alors que les vagues ont atteint 15,5 m à Minamisanriku, et sans doute plus encore ailleurs.
| Ville                         | Hauteur (m) | Remarque |
| ----------------------------- | ----------- | -------- |
| Amami-Ōshima island           | 1,2         |          |
| Chiba, Chiba                  | 0,9         |          |
| Chichi-jima island            | 1,8         |          |
| Chōshi, Chiba                 | 2,4         |          |
| Erimo, Hokkaido               | 3,5         |          |
| Hachijō-jima island           | 1,4         |          |
| Hachinohe, Aomori             | 2,7         | +        |
| Hakata, Fukuoka               | 0,3         |          |
| Hakodate, Hokkaido            | 2,4         |          |
| Hamanaka, Hokkaido            | 2,6         |          |
| Ishikari New Port, Hokkaido   | 0,4         |          |
| Ishinomaki, Miyagi            | 7,6         | +        |
| Kamaishi, Iwate               | 4,1         | +        |
| Kanazawa, Ishikawa            | 0,2         |          |
| Komatsushima, Tokushima       | 0,7         |          |
| Kōzu-shima island             | 0,8         |          |
| Kure, Hiroshima               | 0,3         |          |
| Kushimoto, Wakayama           | 1,4         |          |
| Miyake-jima island            | 0,8         |          |
| Miyako, Iwate                 | 8,5         | +        |
| Mutsu, Aomori                 | 2,9         |          |
| Nagasaki, Nagasaki            | 0,8         |          |
| Nagoya, Aichi                 | 1,0         |          |
| Naha, Okinawa                 | 0,6         |          |
| Nemuro, Hokkaido              | 2,8         |          |
| Niigata, Niigata              | 0,2         |          |
| Numazu, Shizuoka              | 1,4         |          |
| Ōarai, Ibaraki                | 4,2         |          |
| Odawara, Kanagawa             | 0,9         |          |
| Ōfunato, Iwate                | 8,0         | +        |
| Ōita, Ōita                    | 0,4         |          |
| Omaezaki, Shizuoka            | 1,4         |          |
| Onahama, Fukushima            | 3,3         |          |
| Osaka, Osaka                  | 0,6         |          |
| Owase, Mie                    | 1,7         |          |
| Port of Miyazaki, Miyazaki    | 1,6         |          |
| Port of Susaki, Kōchi         | 2,6         |          |
| Port of Tokachi, Hokkaido     | 2,8         | +        |
| Sakaiminato, Tottori          | 0,3         |          |
| Sakata, Yamagata              | 0,4         |          |
| Shimizu, Shizuoka             | 0,9         |          |
| Sōma, Fukushima               | 9,3         | +        |
| Tahara, Aichi                 | 1,6         |          |
| Tanegashima island            | 1,5         |          |
| Tateyama, Chiba               | 1,6         |          |
| Toba, Mie                     | 1,8         |          |
| Tokyo bay                     | 1,3         |          |
| Tomakomai East Port, Hokkaido | 2,5         | +        |
| Tsuruga, Fukui                | 0,3         |          |
| Yokohama, Kanagawa            | 1,6         |          |

La colonne Remarque contient + lorsque la mesure a été rendue imprécise par l'endommagement de la jauge par le tsunami.

### Pacifique

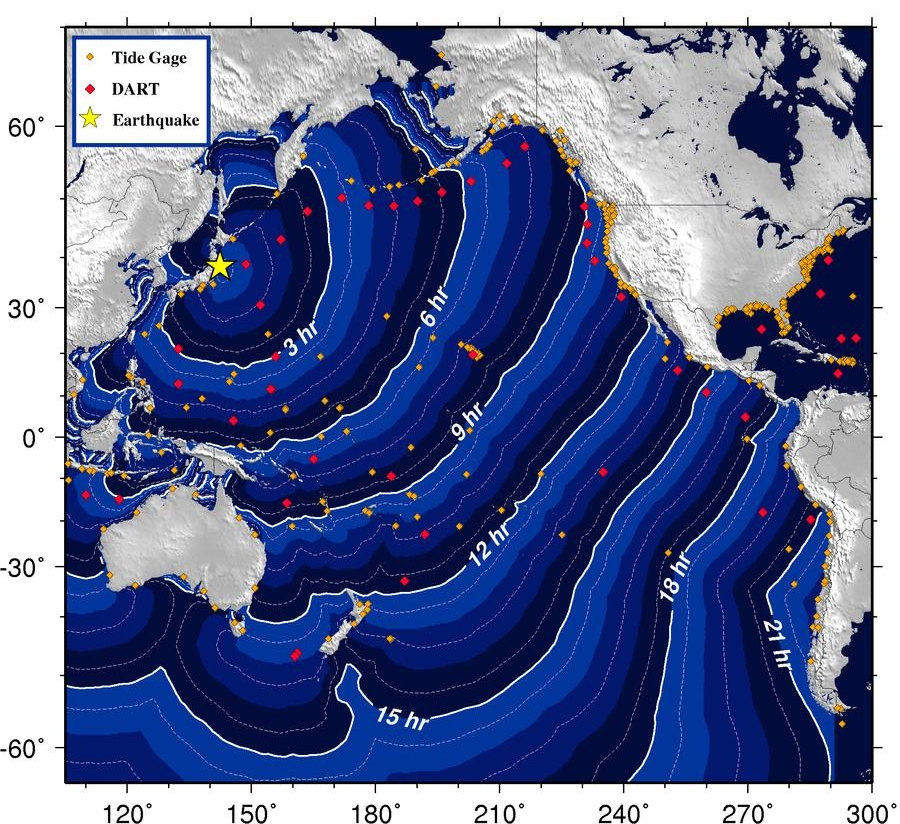
Délais et temps de propagation du tsunami d'après la NOAA.

L'alerte au tsunami a été lancée dans une grande partie du Pacifique jusqu'aux côtes chiliennes ainsi qu'à la Terre de Feu. À 9 h 28 du matin (locales), le National Weather Service américain évoque une alerte au tsunami jusqu'à 19 h (locales) sur tout Hawaï.
Les côtes de nombreux autres pays sont ainsi touchées quelques heures plus tard : la Nouvelle-Zélande, l'Australie, la Russie, Guam, les Philippines, l'Indonésie, la Papouasie-Nouvelle-Guinée, Nauru, Hawaï, les îles Mariannes du Nord et Taïwan entre autres.
Peu après le séisme, le Centre d'alerte des tsunamis dans le Pacifique (PTWC) rapporte des alertes aux tsunamis au large du Pacifique, incluant un tsunami sur Hawaï à 19 h 56 (5 h 56 GMT). Dans les pays du sud du Pacifique, incluant les îles Tonga, les Samoa américaines et la Nouvelle-Zélande, des vagues ont été perçues plus hautes que la normale, mais n'entraînent aucun dégât majeur. Parmi ces pays, les côtes Pacifique du Mexique et de l'Amérique du Sud, des vagues ont également été perçues et entraînent quelques dégâts. Le Pérou rapporte une vague de 1,50 m et plus de 300 maisons détruites dans les villes de Pueblo Nuevo de Colan et de Pisco. La Russie évacue 11 000 résidents des zones côtières des Îles Kouriles peu après le séisme.
Au large des territoires français d'outre-mer, la Nouvelle-Calédonie, la Polynésie française et Wallis-et-Futuna évacuent leurs résidents près des littoraux, et signalent des vagues de 50 cm à 1 m de hauteur. Le tsunami a ensuite frappé plus fortement les îles Marquises, situées à 1 500 km au nord-est de Papeete. Trois vagues de deux mètres ont déferlé sur l'île de Nuku Hiva. La ministre de l'Écologie, Nathalie Kosciusko-Morizet, déclare « Il n'y a pas d'inquiétude à ce stade pour les populations des territoires d'outre-mer français après l'accident nucléaire provoqué par le séisme et le tsunami au Japon ». En Polynésie française et en Nouvelle-Calédonie, l'alerte au tsunami est levée quelques heures après avoir été déclenchée.

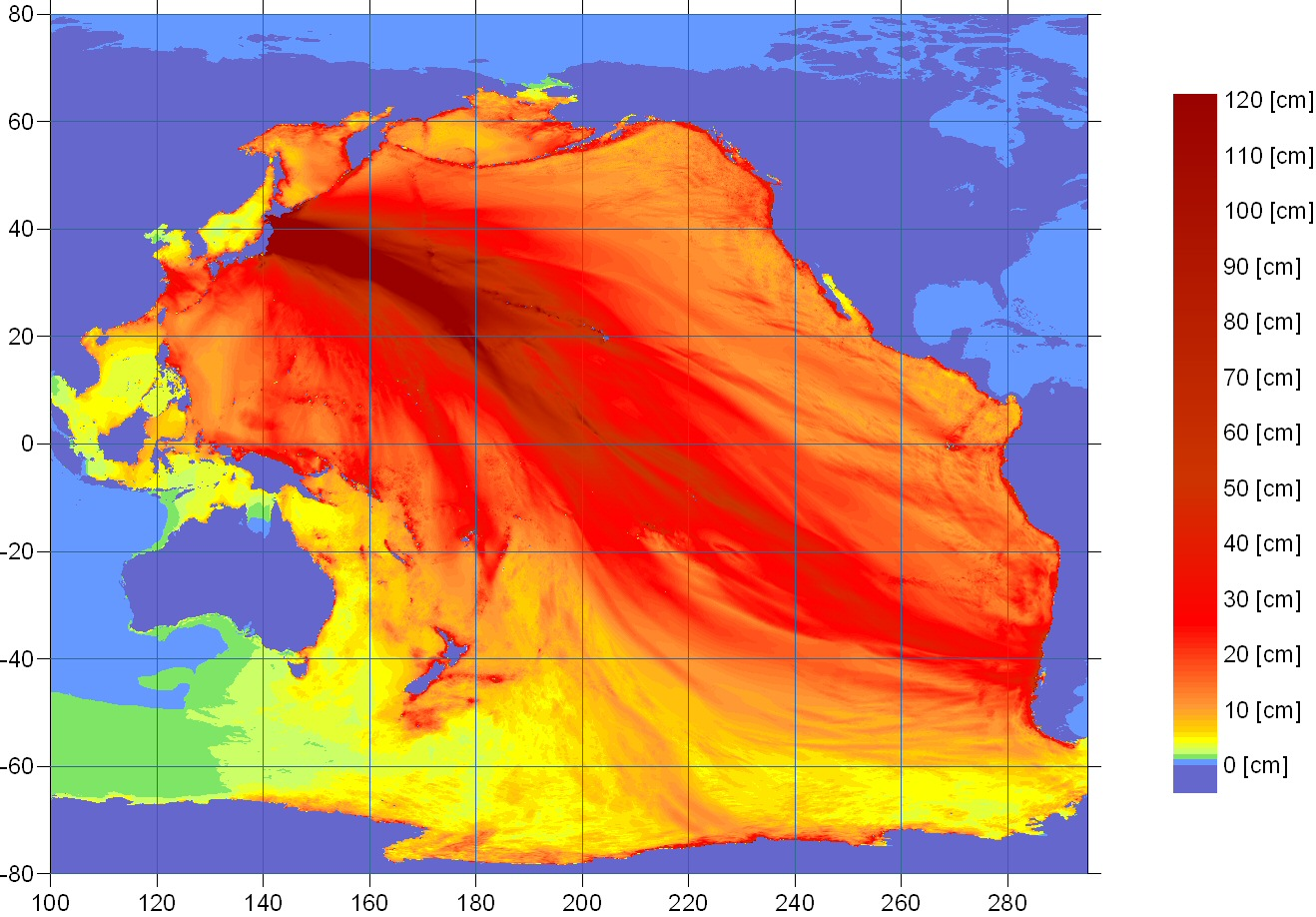
Carte prédictive de la hauteur de la vague dans l'océan Pacifique, du 11 mars 2011. NOAA.

| Nation                                 | Évacuation | Alerte au tsunami | Hauteur des vagues (cm) | Mort(s) recensé(s) | Source(s)         |
| -------------------------------------- | ---------- | ----------------- | ----------------------- | ------------------ | ----------------- |
| Taïwan                                 | Oui        | Oui               | 10                      | 0                  | [ 53 ]            |
| Californie (États-Unis)                | Oui        | Oui               | 135                     | 1                  | [réf. nécessaire] |
| Nouvelle-Zélande                       | Non        | Oui               | 70                      | 0                  | ,                 |
| Île de Guam, États-Unis                | Oui        | Oui               | 74                      | 1                  | ,                 |
| Îles Mariannes du Nord                 | Oui        | Oui               | 111                     | 0                  | [ 58 ]            |
| Hawaï                                  | Oui        | Oui               | 90                      | 0                  | ,                 |
| Philippines                            | Oui        | Oui               | 90                      | 0                  | [ 61 ]            |
| Moluques (Indonésie)                   | Oui        | Oui               | 10                      | 0                  | [ 61 ]            |
| Côtes de la mer d'Okhotsk (Russie)     | Oui        | Oui               | 330                     | 0                  | [ 62 ]            |
| Îles Kouriles (Russie)                 | Oui        | Oui               | 330                     | 0                  | [ 62 ]            |
| Îles Midway (États-Unis)               | Oui        | Oui               | 150                     | 0                  | [ 63 ]            |
| Île de Maui, Hawaï (États-Unis)        | Oui        | Oui               | 210                     | 0                  | ,                 |
| Côte Pacifique, Mexique                | Oui        | Oui               | 70                      | 0                  | [ 65 ]            |
| Île de Shemya, Alaska (États-Unis)     | Oui        | Oui               | 150                     | 0                  | [ 63 ]            |
| Îles Aléoutiennes, Alaska (États-Unis) | Oui        | Oui               | 150                     | 0                  | [ 63 ]            |
| Côtes du Chili dont l'île de Pâques    | Oui        | Oui               | 83                      | 0                  | [ 44 ]            |
| Colombie-Britannique, Canada           | Oui        | Oui               | 50                      | 0                  | [ 66 ]            |
| Nouvelle-Calédonie, France             | Oui        | Oui               | 30                      | 0                  | [ 67 ]            |
| Tahiti, Polynésie française            | Oui        | Oui               | 40                      | 0                  | [ 67 ]            |
| Îles Marquises, Polynésie française    | Oui        | Oui               | 300                     | 0                  | [ 67 ]            |

## Conséquences humaines

### Victimes

#### Pertes humaines

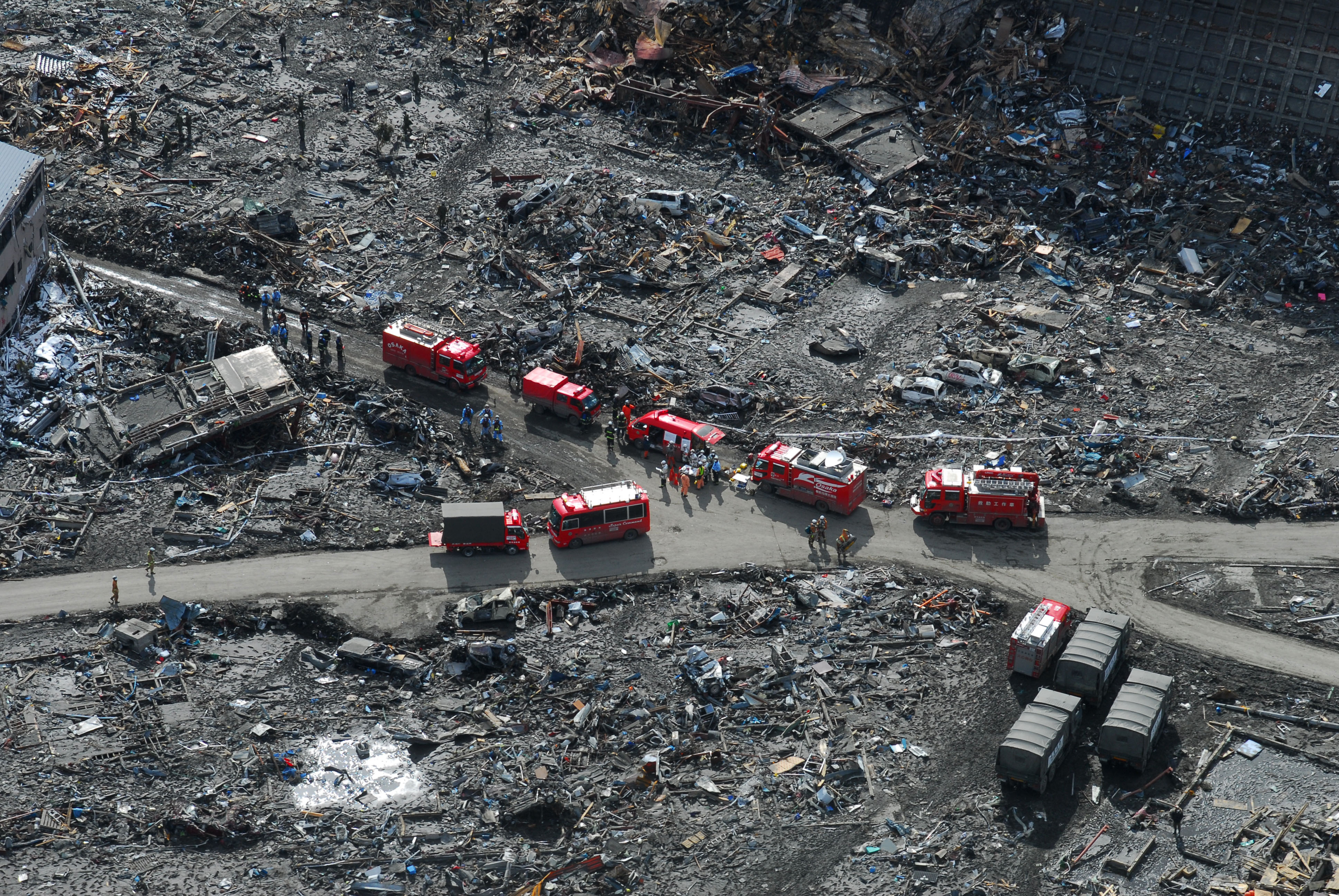
Vue aérienne de véhicules des secouristes de la Force terrestre d'autodéfense japonaise intervenant à Ōtsuchi le 18 mars 2011.

Les chiffres qui suivent ne sont en réalité pas à comparer avec un autre séisme tel que le séisme de 1995 de Kōbe qui avait fait 6 434 morts car, aussi spectaculaire et important qu'était ce séisme du 11 mars de magnitude 9, en réalité il ne fit que très peu de morts et dégâts grâce à la qualité des constructions japonaises construites suivant les règles du génie parasismique ; c'est bien le tsunami qui s'ensuivit qui est à l'origine de plus de 90 % des pertes humaines.
Au soir du samedi 12 mars, le nombre de morts et de personnes portées disparues était évalué à plus de 1 800 selon un bilan officiel, mais le gouvernement nippon annonçait cependant être sans nouvelles de plus de 10 000 habitants sur les 17 000 que compte la ville portuaire de Minamisanriku. Le 21 mars, le nombre de victimes dénombrées s'élève alors à 8 649 morts, 12 877 disparus et 2 603 blessés.
Les victimes se concentrent dans les trois préfectures de Miyagi, d'Iwate, et de Fukushima. Au 2 avril, la préfecture de Miyagi dénombre ainsi 7 192 morts et 6 333 disparus, celle d'Iwate 3 484 morts et 4 546 disparus, et celle de Fukushima 1 092 morts et 4 657 disparus. La mortalité est due pour 92,5 % à des noyades consécutives au passage du tsunami, le taux allant de 95,7 % pour la préfecture de Miyagi à 87,3 % pour celle d'Iwate à 87 % pour celle de Fukushima, et 65 % des victimes étaient âgées de 60 ans ou plus alors que les moins de 30 ans ne comptent que pour 12 % du total des victimes.

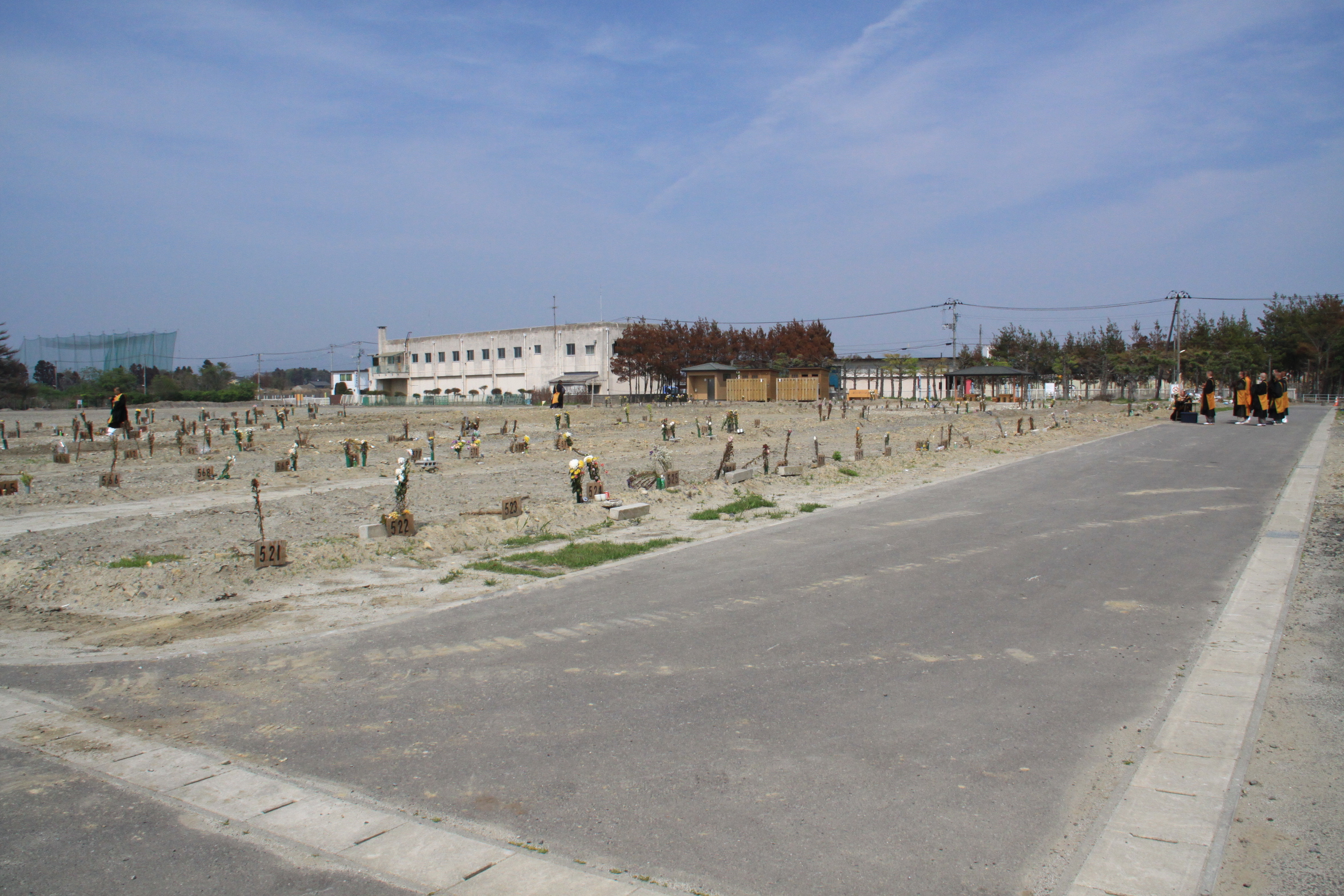
Cimetière temporaire à Ishinomaki.

Les derniers rescapés sont secourus le 20 mars dans la ville d'Ishinomaki. Face au nombre de victimes et aux pénuries, les collectivités doivent suspendre la crémation des corps appliquée traditionnellement au Japon, et recourir à des enterrements temporaires, les cérémonies devant se dérouler plus tard.
Des décès sont aussi relevés dans les zones touchées après les évènements en raison des stress psychologiques et physiques de la vie quotidienne durant cette période (décès de personnes de l'entourage ou de la famille, destructions des habitations…), des fatigues occasionnées, du dysfonctionnement des structures de santé (hôpitaux…), et l'apparition de maladies comme des grippes ou des gastro-entérites dans les camps d'accueil de réfugiés posent des problèmes sanitaires,, ainsi que les températures négatives qui touchent la région à partir du 22 mars. 282 décès sont ainsi constatés lors du mois suivant le séisme, dont 214 dans la seule préfecture de Miyagi, y compris 123 décès dans la seule ville d'Ishinomaki.
Le ministère des Affaires étrangères japonais a comptabilisé parmi les victimes, 19 étrangers décédés (Chinois, Canadiens, Nord-Coréens, Philippins, Taïwanais et Américains), et plusieurs douzaines de disparus (principalement des Chinois et des Sud-Coréens).
Au 11 mai 2011, le bilan du séisme et du tsunami est de 14 981 morts et environ 9 850 disparus selon la police japonaise,. Au 11 juin 2011, trois mois après la catastrophe, on dénombre 23 500 morts et disparus, sans plus d'espoir de retrouver des disparus survivants. Plus de 90 000 personnes sont toujours sans domicile, réfugiées dans des centres d'accueil. Le 11 août, cinq mois après la catastrophe, le bilan était de 15 689 morts et 4 744 disparus, d'après l'Asahi Shimbun.
Dans la préfecture de Fukushima, le bilan officiel et provisoire tenu par l'Agence pour la Reconstruction, s'élève à 1 656 morts en février 2014 (1 415 morts en juin 2013, 1 263 morts en août 2012), surtout liées aux évacuations et à la relative fragilité des évacués, soit plus que les 1 607 morts dus au séisme et au tsunami, et plus de 150 000 déplacés, indifféremment pour le séisme, le tsunami ou pour l'accident nucléaire,,,,.
Jusqu'à août 2012, 90 % des victimes étaient âgées de plus de 70 ans, la principale cause de décès étant l'épuisement moral et physique des personnes fragiles face à la vie en camp d'évacuation ; ensuite viennent l'évacuation d'hôpitaux et de foyers de personnes âgées. En tout, 638 morts, dont 433 dans la seule préfecture de Fukushima, ont été déplorés pendant le premier mois du fait de la triple catastrophe (séisme, tsunami, nucléaire) de mars 2011, jusqu'à un millier de personnes dans les trois premiers mois. Entre autres, l'aggravation des maladies et le dysfonctionnement hospitalier seraient responsables de 283 victimes. D'autres causes sont énoncées comme l'échec des premiers secours en raison du trafic ou de la destruction d'hôpitaux, les suicides de personnes ayant tout perdu, toujours selon les chiffres de l'Agence pour la Reconstruction,,.

#### Populations déplacées
La destruction d'habitations oblige les populations à chercher refuge dans des centres mis à leur disposition, et quelque 550 000 personnes sont ainsi évacuées. Une semaine après le séisme, 387 000 personnes étaient accueillies dans quelque 2 200 structures d'accueil.

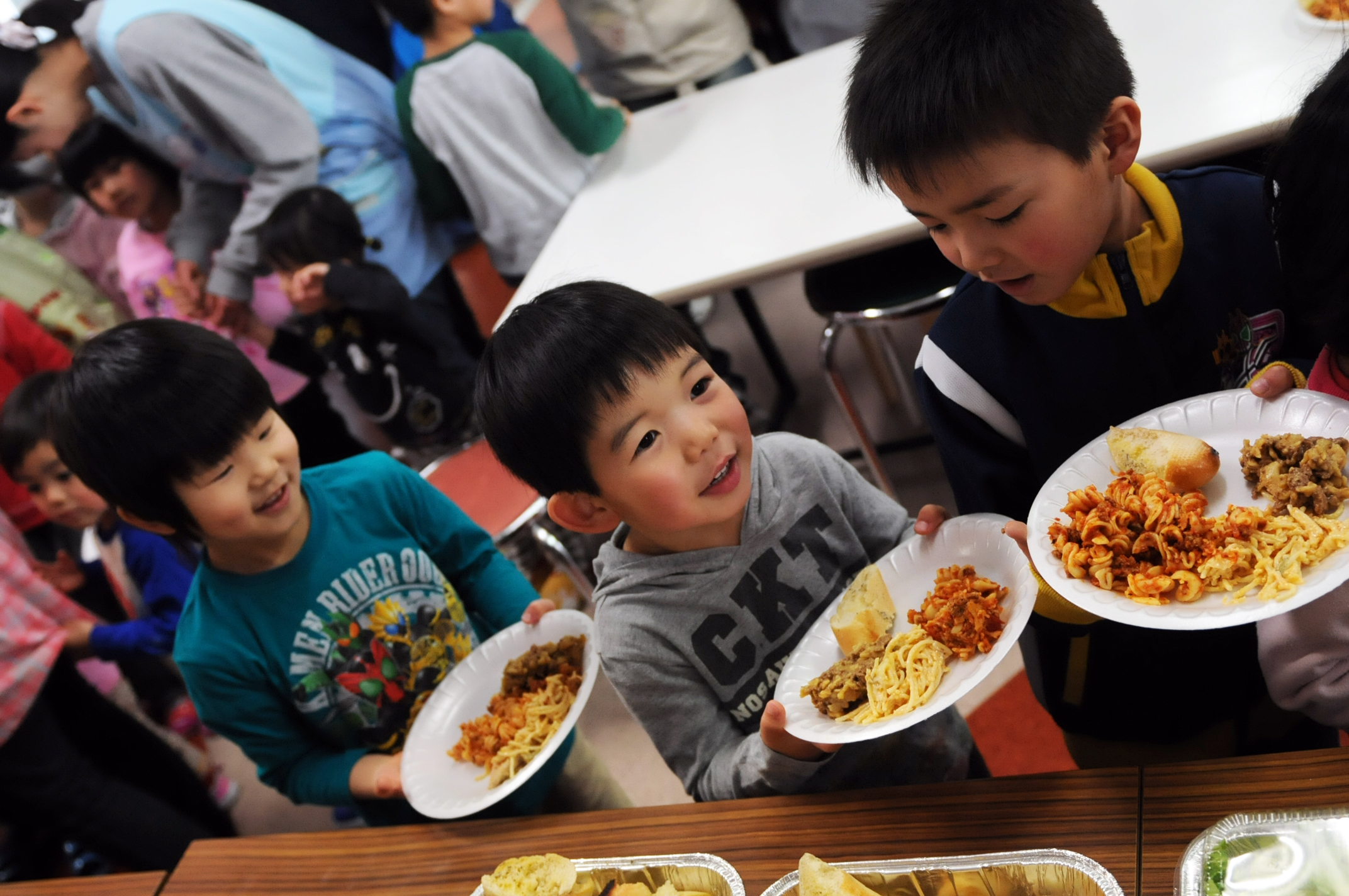
Enfants dans un camp de refugiés dans la préfecture d'Aomori.

Les dégâts du séisme et du tsunami ont créé un premier mouvement de départ en dehors des zones touchées. Les préfectures de la région du Kantō ouvrent à partir de la journée du 17 mars plusieurs abris à destination des populations du Tōhoku, suivies le lendemain par un groupe de sept préfectures de la région du Kansai. Le même jour, le gouverneur de la préfecture de Miyagi appelle les habitants de sa préfecture à rejoindre d'autres régions en raison des problèmes d'hébergement.
Les conséquences potentielles de l'accident nucléaire de Fukushima créent elles aussi des déplacements de population. Dans un périmètre de 20 kilomètres autour de la centrale de Fukushima Daiichi, 110 000 habitants sont évacués par les autorités, ainsi que 30 000 autres personnes situés à 10 km autour de la centrale nucléaire de Fukushima Daini. La zone d'évacuation autour de la centrale nucléaire de Fukushima Daiichi devient une zone interdite à la population au 22 avril en raison des contaminations radioactives. Le gouvernement conseille par ailleurs aux habitants résidant dans une zone compris entre 20 et 30 km autour de la centrale de Fukushima Daiichi de l'évacuer, et lève ce conseil le 30 septembre.
Des déplacements sont aussi notés des zones exposées du Tōhoku et du Kantō vers la région du Kansai, alors que le gouvernement étudie sans la rendre officielle à l'époque la possibilité d'évacuer jusqu'à 30 millions de personnes résidant dans ces zones en cas d'aggravation de la situation. Plusieurs sociétés redéploient leurs effectifs vers cette région ainsi que des ambassades. Les premiers mouvements de retour d'entreprises vers le Kantō sont relevés à partir du 21 mars, et au 20 avril la plupart des ambassades ont rouverte à Tokyo.
En 2016, il reste encore 178 000 personnes réfugiées déplacées. À partir de mars 2017, la préfecture de Fukushima cesse la mise à disposition gratuite de logements temporaires envers les personnes qui ont quitté volontairement leur domicile situé en dehors des zones d'évacuation. Par conséquent, la plupart d'entre elles ne sont plus comptabilisées comme des « réfugiés », faisant baisser le nombre de réfugiés à 75 000 en 2018.

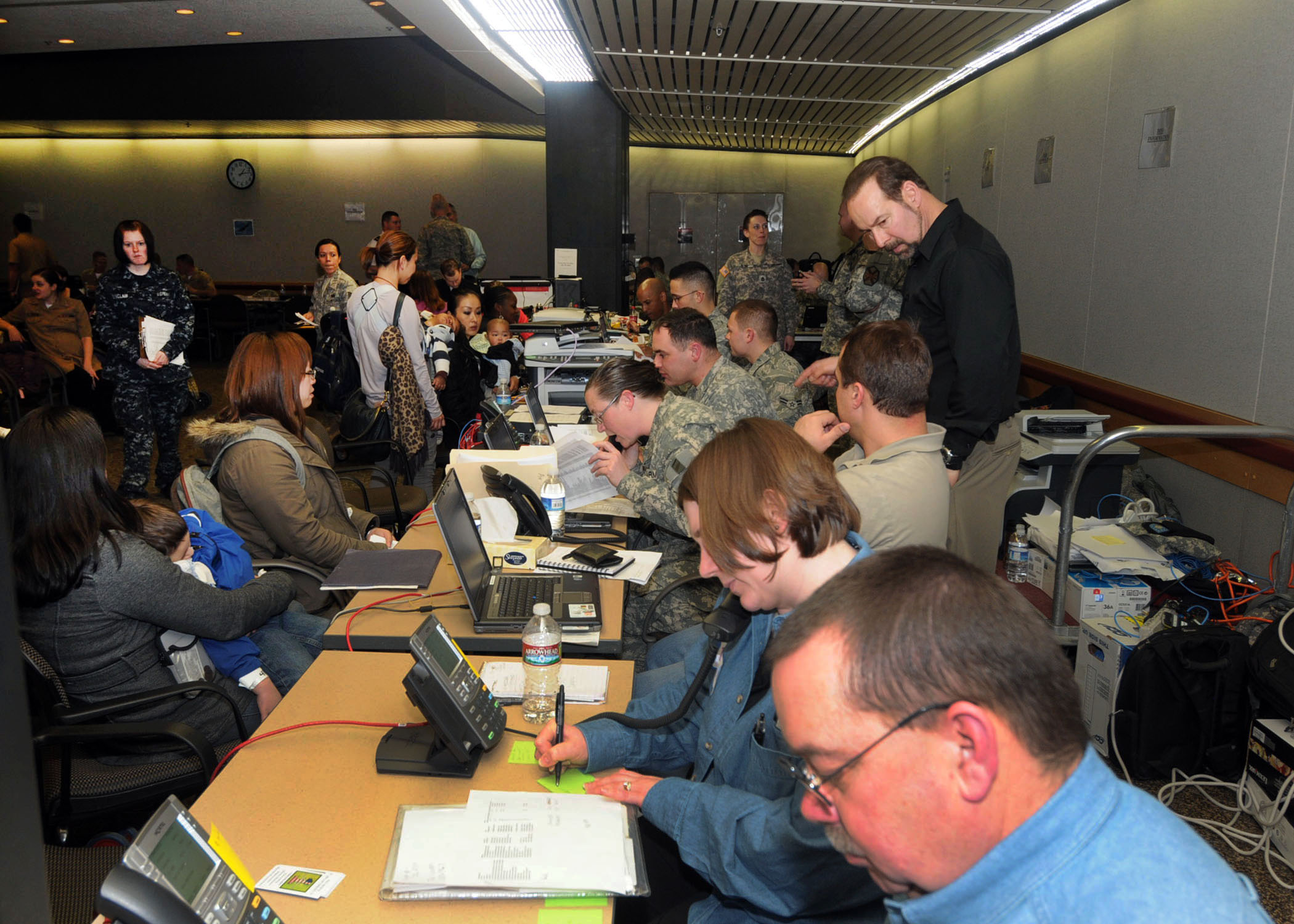
Évacuation de ressortissants américains après le séisme.

Le rapatriement de ressortissants étrangers est aussi organisé par des pays étrangers en raison des risques nucléaires. La Chine est le premier pays à offrir des moyens pour quitter le pays à ses ressortissants en fournissant des transports pour quelque 3 000 Chinois, suivi par l'Allemagne, le Royaume-Uni et la France. Entre le 11 et le 22 mars, quelque 190 000 étrangers quittent le pays en passant par l'aéroport de Narita, contre 20 000 en temps normal. Au niveau national, quelque 531 000 étrangers quittent le pays entre le 12 mars et le 8 avril, dont 244 000 la première semaine. Parmi eux, 57 % soit 302 000 disposaient de permis de ré-entrée sur le territoire, dont quelque 185 000 Chinois, 107 000 Sud-Coréens, et 39 000 Américains. Des sociétés américaines et européennes organisent le transfert de leurs activités vers Osaka et d'autres villes du sud du pays, ainsi que vers d'autres métropoles de la région comme Hong Kong, et la question de leurs déplacements permanents se pose. D'après une étude du gouvernement métropolitain, 25 % des étrangers habitant Tokyo ont temporairement quitté le pays après le séisme.

### Sociales

#### Enseignement
Dans l'enseignement primaire et secondaire, le séisme oblige les établissements des préfectures touchées à annuler dans un premier temps les cérémonies de remise des diplômes qui se tiennent à la même époque de l'année, mais ceux-ci sont réorganisés peu à peu dans les semaines suivantes, y compris dans des centres d'évacuations. La rentrée des classes qui se déroule en avril est aussi perturbée dans les quatre préfectures les plus touchées, et 155 établissements ne peuvent assurer de cours dans leurs locaux, ceux-ci étant détruits ou servant de refuges, touchant ainsi 27 600 élèves. Près de 670 000 manuels scolaires sont aussi détruits, et le ministère de l'Éducation japonais procède à des distributions de nouveaux exemplaires pour les remplacer.

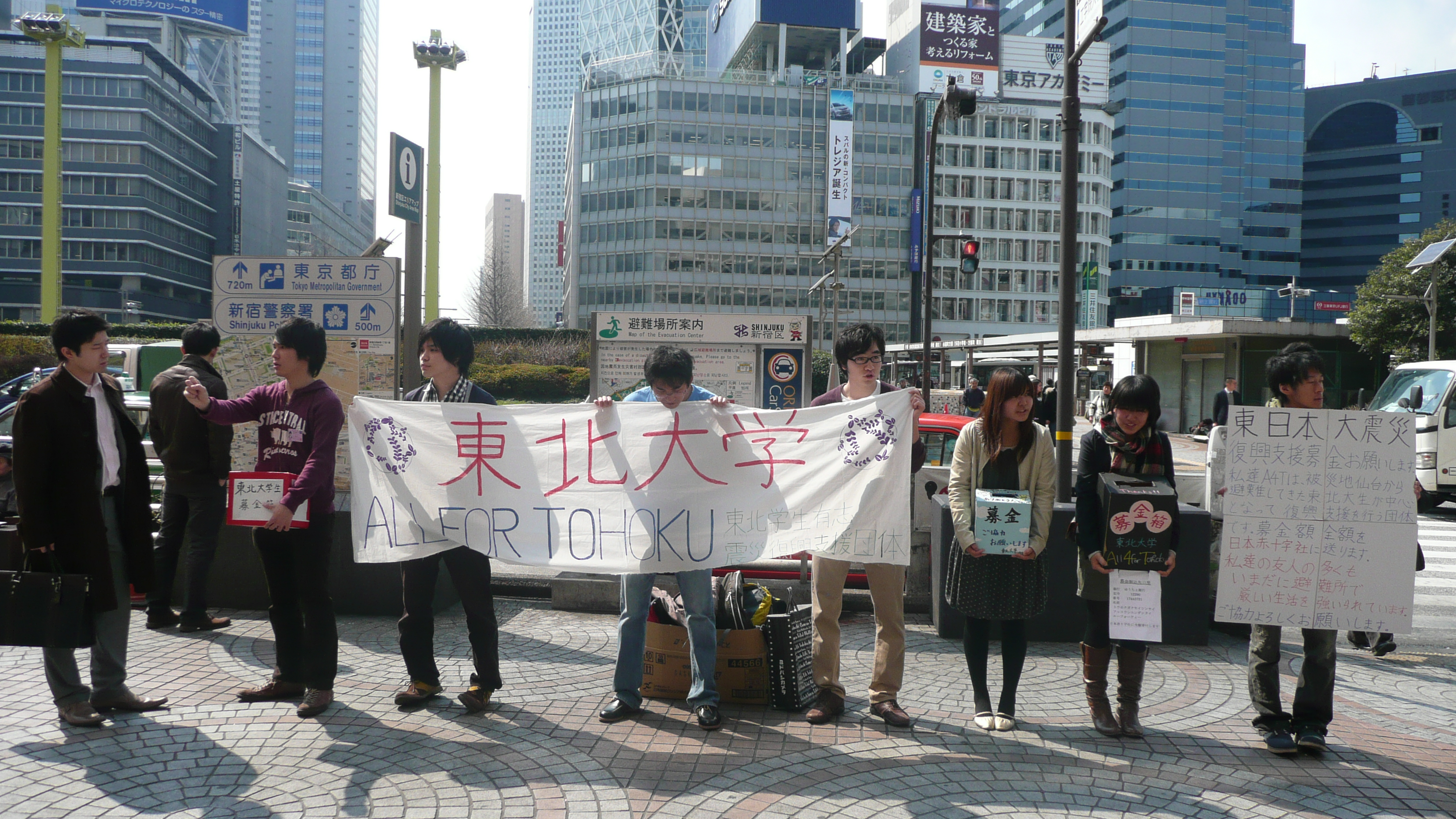
Étudiants de l'université du Tōhoku lors d'une collecte de fonds à Tokyo.

L'enseignement supérieur est touché à plusieurs niveaux. La période des examens d'entrée à l'université est perturbée par la catastrophe. Plusieurs établissements ont initialement programmé ces épreuves pour les 12 et 13 mars, et doivent les repousser de quelques heures pour permettre aux étudiants d'accéder aux salles d'examens, ou organisent des épreuves plus tard pour les étudiants venant des zones les plus fortement touchées,. Le recrutement des nouveaux diplômés qui a lieu à la même période est lui aussi perturbé, à un moment où le nombre d'étudiants trouvant un emploi au terme de leurs études est historiquement au plus bas, et plusieurs grandes compagnies repoussent leur procédure de recrutement jusqu'à avril, ou juillet dans les zones les plus touchées. L'accueil des étudiants étrangers est aussi perturbé, l'université du Tōhoku à Sendai voit ainsi 90 % de ses 1 500 étudiants étrangers quitter la région, et à Tokyo, l'université Waseda doit repousser d'un mois leurs rentrées. Les dégâts causés par le séisme s'élèvent par ailleurs à environ 90 milliards de yens, dont 35,2 milliards pour la seule université du tōhoku à Sendai.

#### Industrie du spectacle

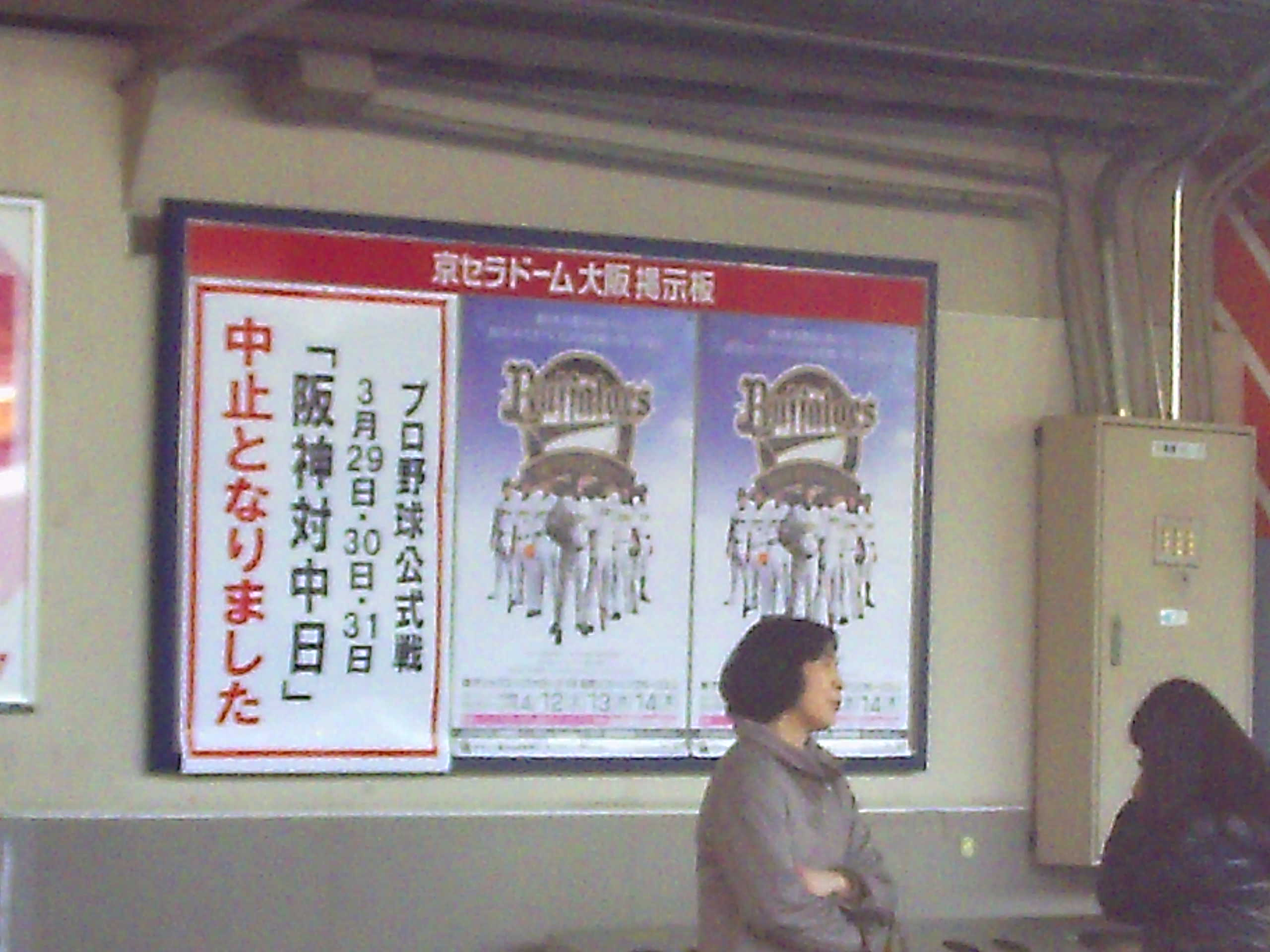
Affiche signalant l'annulation de match de baseball dans la région d'Osaka.

Le déroulement d'épreuves sportives est aussi touché. Les matchs de gala de baseball professionnel prévus les 12 et 13 mars sont annulés,, une première depuis le séisme de 2008 à Iwate, et la Pacific League, l'une des deux ligues professionnelles de baseball japonais, repousse le début de sa saison du 18 au 25 mars. Les matchs de première et deuxième division du championnat du Japon de football prévus le week-end des 12 et 13 mars sont eux aussi annulés, et les matchs de la Ligue des champions de l'AFC dans lesquels des équipes japonaises sont engagées sont repoussés. La Basketball Japan League comme la Japan Basketball League annulent leurs matchs du weekend, et cette dernière annonce qu'elle met fin à la saison en cours. Les Championnats du monde de patinage artistique 2011, prévus pour se dérouler du 21 au 27 mars au Yoyogi National Gymnasium de Tokyo, sont eux aussi annulés.
L'industrie des médias est aussi touchée. Les évènements entourant les sorties de films le vendredi sont annulés dans l'ensemble du pays le jour du séisme. Des films dont les thèmes sont jugés trop sensibles au vu des évènements voient leur sortie repoussée ou sont retirés des salles,, et des sorties de jeux vidéo sont elles aussi repoussées ou annulées pour des raisons similaires.

## Effets sur les infrastructures

### Centrales nucléaires
Quatre centrales nucléaires abritant quatorze réacteurs, les plus proches de l'épicentre, ont été particulièrement exposées à l'onde du tremblement de terre et à la violence du tsunami. Il s'agit des centrales de Fukushima Daiichi, de Fukushima Daini, d'Onagawa et de Tokai.
La perte des systèmes de refroidissement des réacteurs no 1 et 2 des six réacteurs à eau bouillante de la centrale nucléaire de Fukushima Daiichi, les plus anciens, situés dans la centrale numéro un de Fukushima a été constatée. Ces réacteurs ont été mis en état d'alerte nucléaire. Un taux de radioactivité 1 000 fois supérieur à la normale a été détecté dans la salle de contrôle de la centrale no 1 de Fukushima. Le gouverneur de la préfecture de Fukushima a décidé l'évacuation de six mille personnes, dans un rayon de 3 km autour de la centrale, puis étendu à 20 km en raison du possible lâcher de vapeur radioactive pour diminuer la pression dans l'enceinte de la centrale. Une explosion s'est ensuite produite, entraînant l'effondrement du bâtiment entourant le réacteur numéro 1. Un incendie s'est également déclaré dans la centrale nucléaire d'Onagawa, et a été maîtrisé sans qu'aucune fuite radioactive ne soit détectée dans l'immédiat.
Onze réacteurs situés en zone touchée se sont automatiquement arrêtés, selon le ministère de l'Industrie, dans quatre centrales (cinq selon le Premier ministre Naoto Kan qui a pris la direction d'une cellule de crise) où ils se sont « arrêtés en toute sécurité », et automatiquement selon l'AIEA qui est en contact avec l'Agence de sûreté nucléaire et industrielle (NISA).
Le 13 mars à la centrale Fukushima I, une explosion a lieu dans le bâtiment externe du réacteur 1, suivie d'une autre (voire double) le 14 mars au matin, au niveau du toit du réacteur 3, puis d'une autre le 15 mars cette fois-ci sur la structure externe du réacteur 2. Le but est de faire diminuer la pression, mais l'inconvénient de ces déflagrations provoquées est le rejet d'éléments radioactifs dans l'atmosphère et le risque de fragilisation des enceintes. L'Agence de sûreté nucléaire japonaise tente de rassurer, soucieuse d'éviter la panique. Le 15 mars, TEPCO décide d'évacuer tous ses employés, ne laissant que quelques pompiers sur place pour tenter de refroidir quatre réacteurs gravement endommagés.
Des opérations de refroidissement des réacteurs à l'aide de canons à eau, couplées au rétablissement de l'électricité se mettent alors en place. Le 28 mars, TEPCO fait appel aux groupes industriels publics français spécialisés dans le nucléaire Areva et EDF, ainsi qu'aux experts du CEA, afin qu'ils apportent leur aide pour tenter de circonscrire la catastrophe en cours sur quatre des six réacteurs du complexe. L'arrêt à froid est officiellement atteint le 16 décembre.
Le démantèlement de la centrale est étudié avec la remise le 21 octobre d'un rapport prévoyant des opérations s'étalant sur 40 ans.

### Autres structures énergétiques

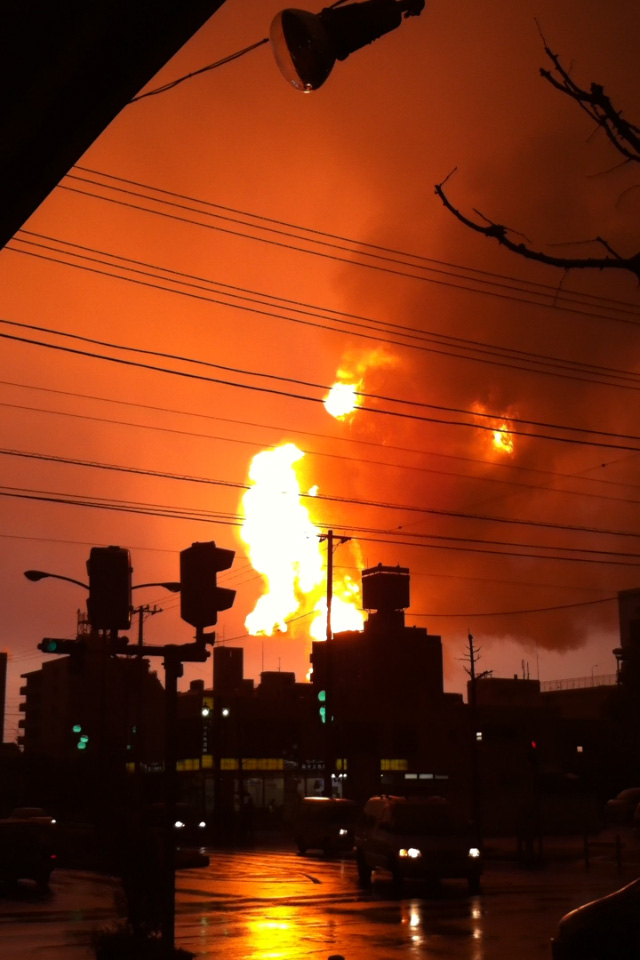
Incendie de la raffinerie de la Cosmo Oil à Ichihara dans la préfecture de Chiba.

D'autres sources d'énergie du Japon ont été touchées, et le 13 mars, environ 2,6 millions de foyers sont sans électricité. Ce chiffre est ramené à 168 586 au 2 avril.
Des incendies dans des raffineries se déclarent après le séisme, comme celle de Cosmo Oil à Ichihara, ou dans une autre raffinerie à Chiba qui produit quelque 220 000 barils par jour, toutes deux dans la région de Tokyo. Une explosion dans la raffinerie de Shiogama dans la région de Sendai est aussi signalée, laquelle produit quelque 145 000 barils par jour. D'autres raffineries sont plus légèrement endommagées et doivent suspendre leurs activités. La réouverture de celle de la JX Nippon Oil & Energy Corp de Yokohama, l'une des plus grandes du pays, intervient le 21 mars. La production journalière de pétrole revient à 3,4 millions de barils fin mars, ce qui reste inférieur à la demande intérieure. La production nationale d'éthylène baisse de 25 %.
Les sites hydroélectriques sont aussi touchés. Le barrage Fujinuma, dans la préfecture de Fukushima, rompt lors du séisme et des maisons sont emportées,. Le lendemain, 252 barrages sont inspectés, et des fissures peu profondes sont découvertes sur six d'entre eux, sans que ni leurs capacités de production ni leur sécurité ne soient affectées.
La mise hors service des centrales nucléaires fait peser sur le réseau électrique japonais un risque de blackout, la demande étant de 41 millions de kW là où l'exploitant, The Tokyo Electric Power Company, ne peut plus en fournir que 32 millions. Des coupures de courant affectant tour à tour neuf préfectures sont approuvées par le Premier ministre Naoto Kan le 13 mars, et touchent 47 millions de personnes, soit 37 % de la population japonaise. L'acheminement d'électricité depuis l'ouest du pays est par ailleurs limité, cette zone étant gérée par la Kansai Electric Power Company qui produit de l'énergie à 50 hertz, contre 60 hertz pour celle produite par The Tokyo Electric Power Company, et les deux transformateurs situés dans les préfectures de Shizuoka et de Nagano ne peuvent traiter que 1 000 mégawatts.
Des restrictions sont aussi mises en place du 1er juillet 2011 au 9 septembre 2011 de manière à économiser environ 15 % d'électricité. Dans le même temps, les centrales nucléaires de l'archipel sont mises à l'arrêt progressivement, et début décembre 2011, 85 % du parc nucléaire est à l'arrêt ; ce type d'énergie qui représente avant le séisme 30 % de la production d'électricité ne représente alors plus que quelques pourcents.

### Ports
Aucun port industriel majeur du pays n'est touché gravement par les conséquences du séisme, contrairement â ce qui s'était passé lors du séisme de 1995 de Kōbe dont l'épicentre était voisin du premier port du pays, et ni les capacités d'importations ni celles d'exportations ne sont significativement impactées. Par ailleurs le Japon dispose de protections contre les tsunamis ou les typhons sur près de 40 % de ses 35 405 km de côtes sous forme de brise-lames, d'épis ou de digues.
Dans la région autour de l'épicentre, dix minutes après la première secousse, le port de Sendai est touché par des vagues de dix mètres, et ceux de Rikuzentakata et de Minamisanriku sont complètement submergés. Dans la baie de Kamaishi, le brise-lames inauguré en 2009 et alors le plus important au monde est détruit. La digue de Miyako longue de 2,5 km est quant à elle détruite à plusieurs endroits. La remise en service des quinze ports nationaux situés dans la zone touchée s'étale jusqu'au 23 mars, date à laquelle le ministère chargé des transports annonce la réouverture partielle du port d'Ishinomaki.
Plus loin, le port de Hakodate dans l'île de Hokkaidō est submergé par des vagues de deux mètres. Les effets du séisme se traduisent par quelques fumées visibles d'un bâtiment au port de Tokyo dont certaines parties sont inondées.
Les ports situés au sud de la capitale sont tous remis en service le lundi 14 mars, date à laquelle les ports situés au nord continuent à être inspectés. Les dégâts dans les ports de Hachinohe, de Sendai, d'Ishinomaki et d'Onahama, spécialisés dans le transport de conteneurs, imposent des durées de reconstruction de plusieurs mois, alors que ceux des ports de Kashima, neuvième port pour conteneurs du Japon, et de Hitachinaka se comptent en semaines. Le port de Sendai rouvre partiellement le 16 avril. Concernant les ports de pêche, 319 sont touchés par les effets du séismes et du tsunami. Un an plus tard, au 18 avril 2012, 311 ont repris leurs activités.

### Transports

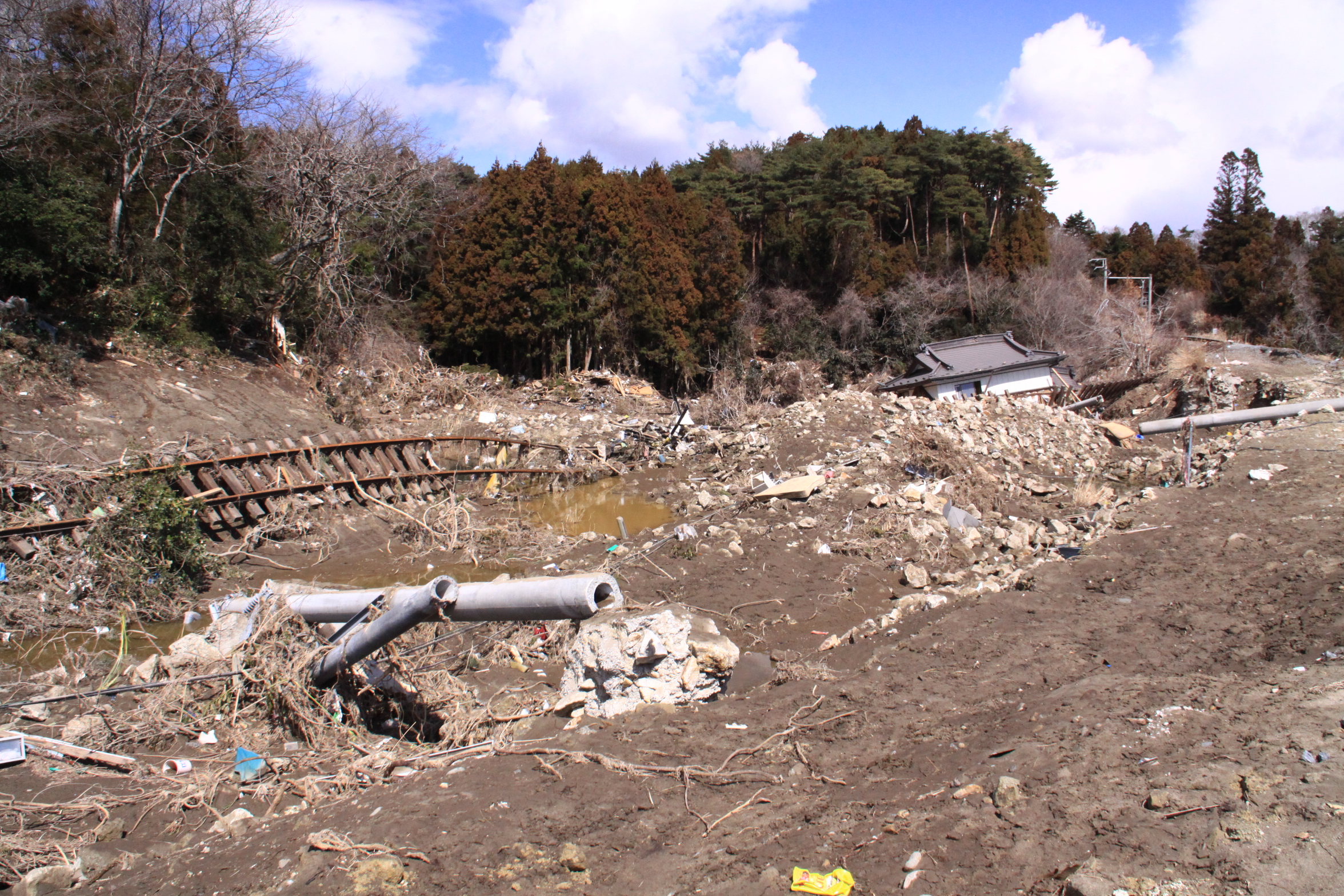
Ligne Senseki détruite au niveau d'Higashimatsushima.

Les axes routiers sont touchés, et 1 232 lieux où les dégâts sont importants sont relevés. Plusieurs sections de l'autoroute du Tōhoku qui dessert le Nord du Japon sont endommagées, mais elle est ouverte dès la semaine suivante pour les véhicules de secours, et dès le 24 mars pour le service régulier.
Les Shinkansen au départ et à l'arrivée de Tokyo sont suspendus le jour même, mais aucun déraillement n'est signalé. La ligne Shinkansen Tōkaidō reprend son service plus tard dans la journée du 11, et retrouve un niveau de trafic normal le jour suivant, alors que les lignes du Jōetsu et de Nagano ne sont remises en service que le 12 ; dans la région du Tōhoku la ligne Shinkansen Tōhoku qui relie la capitale à Sendai et Morioka reste fermée en raison des dégâts ; le tronçon reliant Tokyo à Sendai est rouvert après des travaux le 25 avril, et le 29 avril celui reliant Sendai à Ichinoseki est le dernier tronçon de cette ligne à être rouvert. La ligne Akita qui relie Akita à Morioka est rouverte le 18 mars. Les travaux de remise en état se poursuivent jusqu'au retour complet au service normal le 23 septembre 2011.
Plusieurs autres lignes, dont la totalité de celles de la East Japan Railway Company, sont aussi mises hors service. Vingt-trois gares sont détruites par le tsunami dans la région de Tōhoku, et sept lignes sont touchées à 680 endroits qui totalisent quelque 22 kilomètres de voies endommagées. Dans la région de Tokyo, la suspension des transports ferroviaires bloque quelque 100 000 personnes dans la capitale le jour du séisme et des hébergements sont mis en place par la municipalité, avant que la plupart des trains ne soient partiellement remis en fonction le 12 mars, bien qu'affectés par les limitations de courant mises en place à partir du 14 mars.

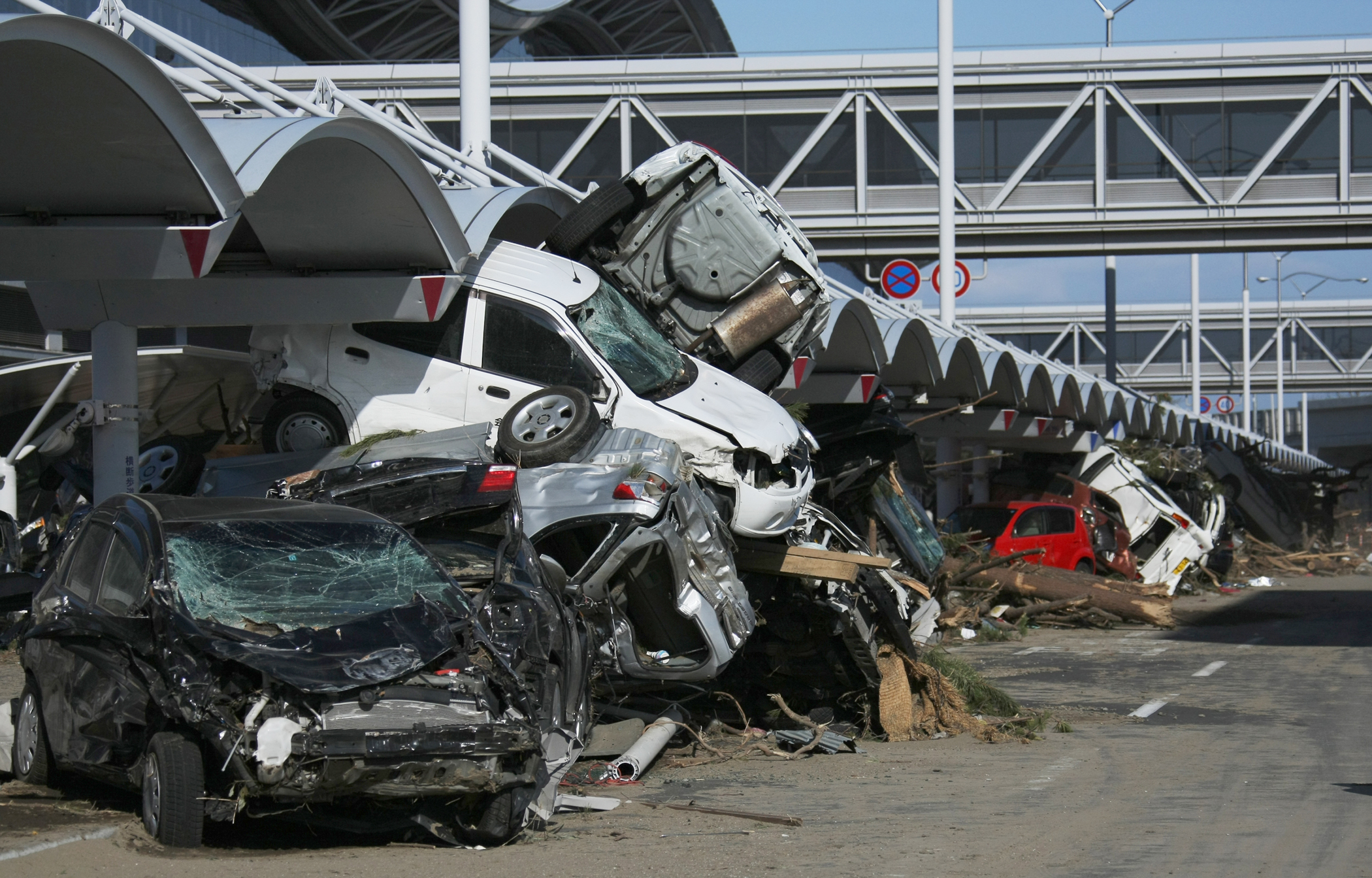
Aéroport de Sendai après le passage du tsunami.

Les services des aéroports de Narita et de Haneda dans la région de Tokyo sont suspendus après le séisme, les vols étant déroutés vers des aéroports du Sud du pays, et dix avions sont déroutés vers la base militaire proche de Yokota Air Base. Plusieurs compagnies étrangères reportent ou annulent leurs vols vers la capitale le jour du séisme. Le lundi 14, la totalité des aéroports avait rouvert, à l'exception de celui de Sendai dont le bureau de l'aviation civile japonaise prévoyait la réouverture pour le 15 ou le 16 mars pour les vols humanitaires, et qui ne rouvre qu'à partir du 13 avril pour les vols commerciaux avant de retrouver son activité normale le 25 septembre. En raison des problèmes nucléaires, plusieurs compagnies aériennes suspendent leur desserte de la capitale à partir du 15 mars.

### Télécommunications
Le réseau Internet japonais connaît une chute de 27 % du nombre de requêtes au moment du séisme, mais le taux revient à la normale au bout d'une heure. De la vingtaine de câbles sous-marins qui relient le Japon au reste du monde, seul un petit nombre est rompu ou endommagé. Plusieurs entreprises se tournent vers le télétravail pour éviter à leurs employés de se déplacer, et une entreprise comme NTT DoCoMo enregistre à Tokyo un gain de 150 entreprises se tournant vers ce type de service dans le mois suivant le séisme.
Le réseau mobile est le plus touché, et 13 000 émetteurs des trois principaux opérateurs, NTT DoCoMo, Softbank et KDDI sont hors service au soir du 12 mars, en raison soit des dommages causés par le séisme ou le tsunami, soit du manque d'électricité. On estime alors à quelque 6 000 le nombre de stations de base mises hors service dans le Nord du pays. Les opérateurs mettent en service des téléphones satellitaires pour couvrir les zones les plus touchées, et ouvrent gratuitement leurs points d'accès Wi-Fi. Ils mettent par ailleurs en place une restriction des communications. Le retour à la normale se fait progressivement, mais au 2 avril, 1 100 émetteurs sont toujours hors service.
Les lignes téléphoniques sont aussi touchées, et environ 1,88 million d'entre elles sont au sol au 13 mars. Ce chiffre est ramené à 95 000 au 2 avril. Les effets conjugués du séisme et du tsunami ont détruit 65 000 poteaux téléphoniques et 6 300 km de lignes.

## Conséquences économiques
Selon une estimation de l'ONU, le séisme a causé en 2011 des pertes économiques de l'ordre de 210 milliards de dollars, soit près de 57,4 % des pertes enregistrées cette année-là à la suite d'un désastre.

### Effets sur la finance
Plusieurs conséquences sont visibles après le séisme. Le Nikkei 225 de la bourse de Tokyo accélère sa chute de la journée, alors qu'il ne reste qu'un quart d'heure de cotation avant la clôture lorsque le phénomène est ressenti, et clôt la journée du vendredi 11 mars en baisse de 1,7 %, à 10 254,43 points. Le lundi 14, la bourse de Tokyo clôt en baisse de 6,18 %, le 15 en baisse de presque 10 %, avant de clore en hausse de 5,68 % le 16 mars. Par ailleurs, la valeur du yen sur les marchés recule dans un premier temps, passant d'un dollar pour 82,75 yens en fin de matinée, à un dollar pour 83,30 yens dans les minutes qui suivent le séisme, avant de reprendre de la valeur face à l'euro et au dollar américain à la suite de rapatriements de fonds. Les jours suivants, la valeur du yen progresse face au dollar, soutenue par des spéculations sur des rapatriements de fonds au Japon, et qui conduisent à la valeur de 76,25 yens pour 1 dollar. Ce taux jamais atteint depuis la fin de l'occupation entraîne le 18 mars l'intervention concertée des pays du G7 pour le faire baisser.
Le jour même, la banque du Japon affirme qu'elle agira dans les semaines suivantes de manière à assurer un fonctionnement satisfaisant du marché et injecte dès le 13 mars 2011 55 milliards de yens dans treize établissements financiers du Nord-Est pour faire face aux demandes de retrait d'argent liquide, puis 15 000 milliards de yens sur les marchés dans la journée du lundi 14 mars, puis 5 000 milliards de yens dans la journée du 15 mars. Ces interventions continuent pour atteindre un total de 28 000 milliards de yens le 17 mars et de 37 000 milliards de yens le 18 mars, soit l'équivalent à cette date de 8,55 % du PIB du Japon en 2010. Elle consent par ailleurs le 7 avril des prêts d'un an jusqu'à hauteur de 1 000 milliards de yens aux entreprises les plus touchées.
Dans les jours suivant la catastrophe, les premières estimations chiffrent les dégâts en dizaines de milliards d'euros, mais les entreprises du secteurs ne disposent pas de modèles précis pour chiffrer les conséquences économiques de ce type d'événement. Les réassureurs sont touchés par les conséquences économiques du séisme, et les entreprises européennes du secteur estiment leurs pertes potentielles à un à deux milliards d'euros. Le 21 mars, la Banque asiatique de développement estime que la catastrophe devrait coûter entre 122 et 235 milliards de dollars (86 à 165 milliards d'euros), soit entre 2,5 et 4 % du PIB du Japon.
D'après l'OCDE au 5 avril, « la perte en termes de capital physique s’établirait entre 3,3 et 5,2 % du PIB, et la croissance au Japon devrait perdre de 0,2 à 0,6 points de pourcentage (il ne s’agit pas de taux annuels) au cours du premier semestre et entre 0,5 et 1,4 points au deuxième ». Le journal Nikkei évoque le même jour un PIB contracté de 0,6 % en rythme annualisé au premier trimestre 2011 par rapport au précédent, puis de 2,6 % au deuxième.

### Impacts sur l'industrie

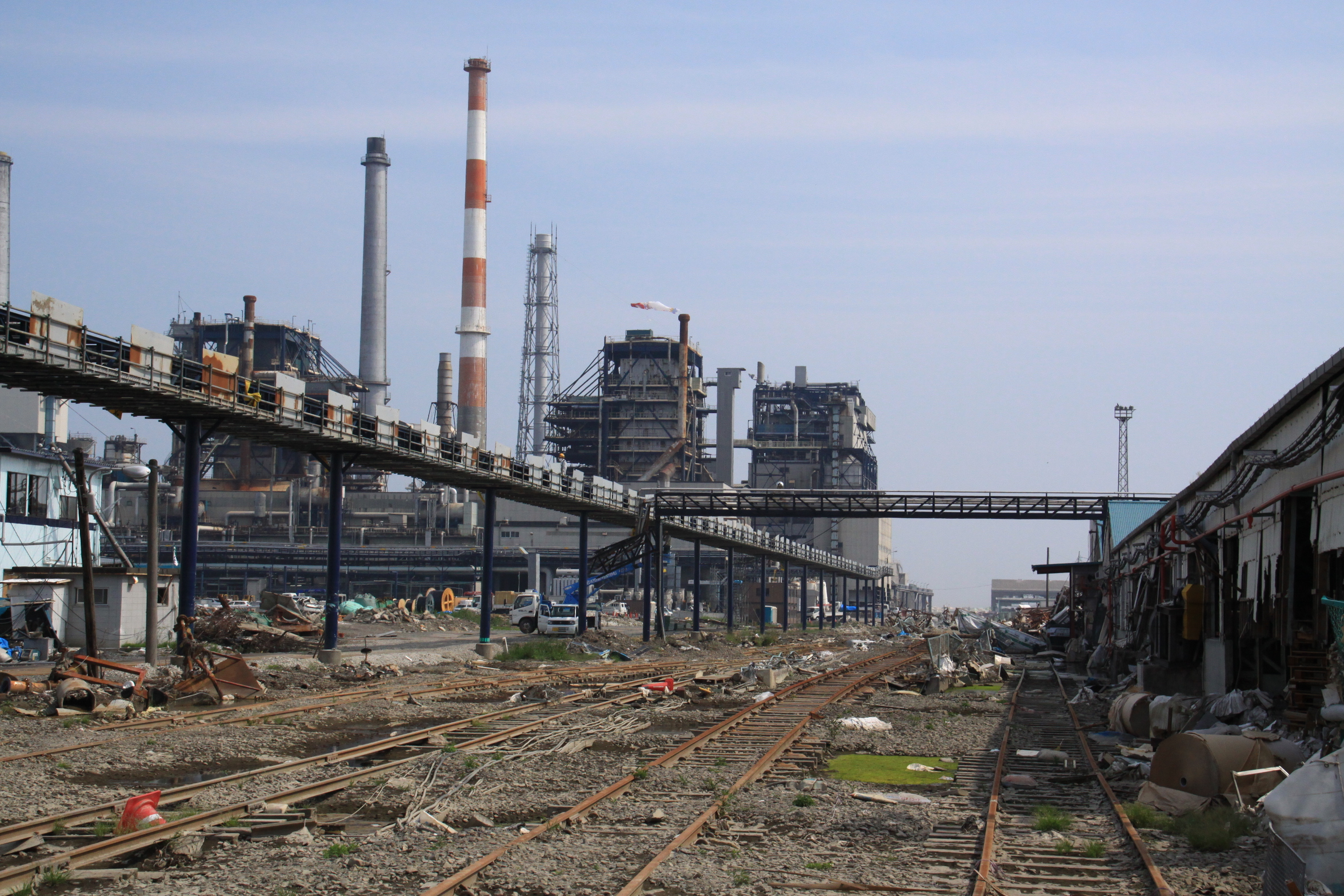
Usine de papier à Ishinomaki après le passage du tsunami.

Les régions touchées, le Tōhoku et le Kantō, comptent pour respectivement 8 et 40 % du produit intérieur brut du Japon, alors troisième économie mondiale, et les trois préfectures les plus touchées, Iwate, Miyagi et Fukushima, représentent elles 4 % du PIB, soit l'équivalent de la préfecture de Hyogo où a eu lieu le séisme de 1995. Selon Tōkyō Shōkō Research (東京商工リサーチ), parmi les sociétés cotées en bourse, au 16 mars 71 % d'entre elles ont été touchées par le séisme : 29,5 % ont dû à un moment cesser toute activité, et 30,1 % ont subi des dommages partiels ; au niveau des petites et moyennes entreprises, des enquêtes de chambres du commerce régionales effectuées pendant la deuxième moitié du mois de mars font ressortir que 78,7 % d'entre elles ont été touchées directement ou indirectement dans la Nagoya, 75,6 % dans la préfecture d'Osaka, 75 % dans celle de Hyōgo, 72 % dans celle de Kyoto, 61,1 % dans celle de Takamatsu, et 61,1 % d'entre elles dans la préfecture de Sapporo. Finalement, la production industrielle en mars 2011 a baissé de 15,3 % par rapport à celle de février, un record. Dans le détail, elle a baissé de près d'un tiers dans les zones touchées, et néanmoins de 13,5 % dans les autres, les Japonais ayant dans le même temps réduit leurs dépenses.
Plusieurs entreprises ayant des usines dans la région du Tōhoku doivent y suspendre leurs productions, notamment des constructeurs automobiles comme Toyota, Nissan ou Honda. Le secteur qui représente 13 % de la production mondiale dont la moitié est destinée aux exportations, et qui fonctionne sur le modèle du toyotisme, est exposé aux ruptures de stock induites par le séisme. Les pertes journalières pour ces constructeurs dues à ces ruptures de production sont estimées à 2 milliards de yens pour Nissan et Honda, et à 6 milliards de yens pour Toyota. Au 31 mars, la production de près de 600 000 véhicules dans le monde a été perdue par les conséquences du séisme. Ces problèmes d'approvisionnements se transmettent à des constructeurs concurrents situés dans d'autres continents, et des firmes comme PSA Peugeot Citroën ou General Motors annoncent à partir du 21 mars des baisses dans leurs productions, ou comme Ford qui ferme une usine en Belgique pour 5 jours à partir du 4 avril. La relance de chaînes de productions au Japon commence à partir du 28 mars avec l'annonce de Toyota de reprise de production de trois modèles de véhicules. Fin mars, les trois constructeurs annoncent la relance de la totalité de leurs usines pour des dates allant du 11 au 18 avril, et à 50 % de leurs capacités, et les projections tablent sur une relance des chaînes de production à 60 % entre juillet et septembre, et à 100 % entre octobre et décembre. La reprise est cependant perturbée par les inondations qui touchent la Thaïlande lors de l'été 2011 qui touchent des fournisseurs, et un niveau de production égale à celui observé avant le séisme n'est observé que fin-2011.
Les fabricants d'électronique sont aussi concernés, comme Toshiba ou Sony en raison de dégâts dans les infrastructures ou de ruptures d'approvisionnement. Le Japon représente près de 60 % de la production mondiale de wafer, et les principaux fabricants comme SEH ou SUMCO (en) annoncent alors que plusieurs de leurs usines sont endommagées. Les entreprises du domaine de la photographie numérique, secteur dans lequel le pays compte pour 49 % de la production mondiale, annoncent elles aussi des dégâts dans leurs usines ainsi que des problèmes de stock. D'autres productions comme celles d'écrans plasma, de panneaux photovoltaïques, de mémoires flash ou de batteries qui sont faites en grande partie au Japon ou qui dépendent de pièces qui y sont fabriqués doivent faire face à des problèmes de pénuries.

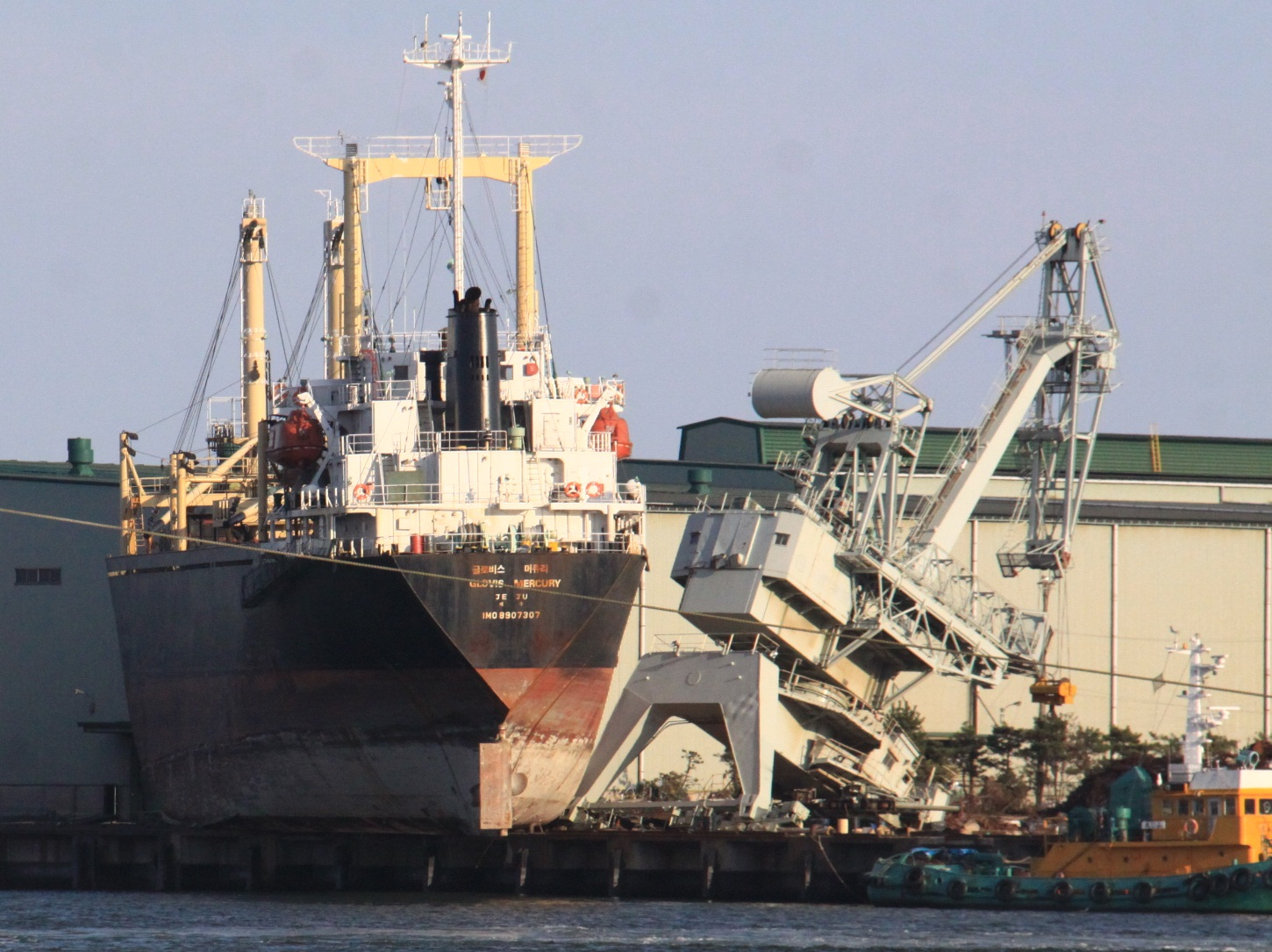
Épave dans le port de Sendai.

L’industrie agroalimentaire, qui représente 1 % des exportations du pays, est touchée à plusieurs niveaux. Les destructions dues au tsunami ont touché dans la préfecture d'Iwate les élevages de coquilles Saint-Jacques, d'huitres ou d'oursins, mais aussi les infrastructures portuaires dédiées à la pêche côtière. Les contaminations radioactives touchent l'agriculture, et plusieurs pays suspendent leurs importations de végétaux japonais, et la pêche est aussi touchée, plusieurs animaux marins sont concernés par des cas de contaminations. Les outils de transformations comme des brasseries sont par ailleurs touchées, et une centaine d'entre elles doivent suspendre leurs activités.
Dans le tourisme, en près d'un mois, 560 000 personnes ont annulé leur réservation d'hôtel, et le nombre de voyageurs étrangers baisse de plus de 700 000 par rapport à 2010 sur cette période. Selon JTB Corporation (en), le nombre de voyageurs pendant la Golden Week doit baisser de près de 28 % par rapport à 2010[réf. nécessaire]. Le nombre de visiteurs étrangers revient à un niveau antérieur au séisme à partir d'avril 2012.
En 2018, les terres agricoles détruites sont redevenues cultivables pour 84 % (63 % en 2014), et 93 % des usines de transformations des produits de la mer ont repris leurs activités (80 % en 2014). Le prix de gros de la pêche ou du bœuf reste cependant 10 à 20 % moins cher que les produits des autres régions.

## Impacts environnementaux

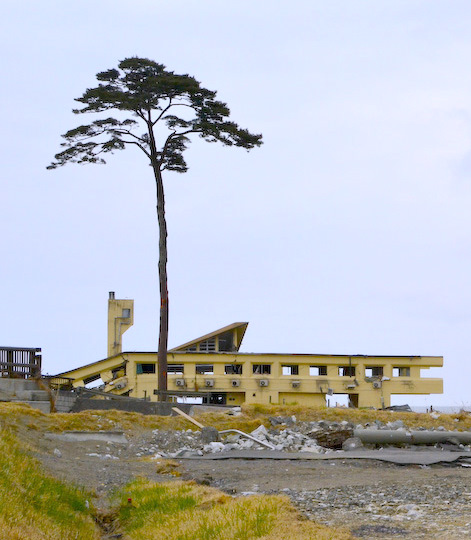
Le Pin des miracles, le seul pin de Takata-matsubara ayant survécu au tsunami est menacé par la salinité des sols.

Le tremblement de terre a dégradé les systèmes d'assainissement et d'épuration de l'eau (autonomes, urbains et industriels) d'une partie du pays, et une quantité de déchets et débris de toute nature est dispersée dans l'océan Pacifique. Les sols sont aussi pollués par des déchets chimiques ou des toxines. En raison des 25 millions de tonnes de débris en mer, une zone de 110 km au large des côtes est rendu impropre à la navigation le mois suivant le séisme selon les garde-côtes japonais. Ces déchets marins dérivent par la suite vers l'est dans le courant de Kuroshio à une vitesse de 8 à 17 km/h pour atteindre selon les premières estimations l'archipel d'Hawaï au printemps 2012, ou atteindre plus tard la zone de convergence de l'Est de l'océan Pacifique et s'agréger dans le gyre du Pacifique Nord, mais la vitesse de ces premiers débris est par la suite revue à la hausse. Ainsi le chalutier fantôme Ryō Un Maru, parti à la dérive après que ses amarres se furent rompues à cause du tsunami, a atteint la côte canadienne en mars 2012.
Les terres arables, pour la plupart des rizières, sont encombrées dans les zones côtières de boues et d'eau salée qui rendent impropres aux cultures quelque 23 600 hectares. Le traitement des débris laissés dans les terres après le passage du tsunami pose aussi problème, et les premières estimations évaluent à 26,7 millions de tonnes le volume de débris à traiter.
Les rejets dans l'atmosphère de matières radioactive du réacteur no 2 de la centrale de Fukushima Daiichi représentent entre 370 000 et 630 000 térabecquerels. Une fuite de 520 tonnes du 1er au 6 avril relâche entre 5 000 térabecquerels et 15 000 térabecquerels en pleine mer.
Les particules radioactives émises à la suite des accidents nucléaires de Fukushima sont détectées dans l'atmosphère à partir du 15 mars près de la centrale, ce qui conduit à une fermeture de l'espace aérien dans un périmètre de 30 km autour de celle-ci. Le lendemain, le nuage est détecté dans la capitale mais ce pic au maximum de 0,5 microsieverts par heure ne durera qu'une seule journée. Bien que ce niveau soit négligeable en termes de radioprotection (en France, la limite justifiant une zone surveillée radiologique est de 2,5 µSv/h), la CRIIRAD annonce à la suite d'une série de mesures que « le niveau de radioactivité de l'air a très fortement augmenté sur Tokyo le (mardi) 15 mars », suscitant l'inquiétude. Le nuage prend les jours suivants la direction de l'est vers l'océan Pacifique, se diluant en cours de route, et arrive sur les côtes de Californie le 18 mars, et l'Europe continentale le 23 mars, suscitant un grand émoi médiatique.

Modélisation de dispersion des radionucléides émis dans l'air au 18 mars.

Les effets des accidents nucléaires de Fukushima sont aussi mesurables au niveau de la biocénose. Dans la préfecture de Fukushima, des taux en iode-131 cinq à dix fois supérieurs aux normes sont relevés dans du lait le 20 mars, de l'ordre de 1 510 becquerels par kilogramme contre les 300 becquerels autorisés par la loi japonaise. Le même jour, l'élément est aussi relevé dans des épinards produits dans la préfecture d'Ibaraki avec des taux de l'ordre de 8 420 becquerels à 15 020 becquerels par kilogramme là où la loi japonaise autorise des taux de 2 000 becquerels. Des contaminations sont aussi relevées dans des Ammodytidæ pêchées dans la préfecture d'Ibaraki le 5 avril, dans lesquelles le taux de césium relevé est de 526 becquerels par kilogramme, contre une limite de 500 prévue dans la loi japonaise. Dans la région de Tokyo sont relevées le 20 mars des traces de radioactivités dans des épinards produits à 110 km au nord de la capitale, ainsi que dans l'eau distribuée dans la région du Kantō. De premières interdictions de vente de produits frais sont émises à partir du 21 mars, et touchent les productions des quatre préfectures de Fukushima, Ibaraki, Gunma et de Tochigi. La zone touchée compte pour 20 % de la production nationale de riz ; ses ports traitent le quart des poissons et fruits de mer consommés au Japon.

## Réactions

### Réponses ou suites scientifiques et techniques
Des chercheurs se sont mobilisés dans le monde entier pour évaluer le risque de répliques graves ou de nouveau tsunami associé, ainsi que pour répondre aux questions des médias, ou d'agences techniques concernées, d'autant qu'un tremblement de terre de cette intensité était attendu dans cette région avant 2040, mais plus au sud (ou avec une moindre intensité). Ils cherchent donc aussi, en dépit de la situation tragique des zones sinistrées et malgré la situation de crise, à collecter des données d'intérêt scientifique sur le séisme. Au Japon, mais aussi dans le monde entier. Ainsi, le Directeur scientifique du projet américain Risques multiples (Multi-Hazards project, USGS), ou Andreas Reitbroc (professeur de sismologie à l'Université de Liverpool, estiment que ce tremblement de terre ayant eu lieu dans le pays disposant des « meilleures informations sismiques au monde », devrait permettre — pour la première fois — un recueil de données permettant une modélisation plus fine du risque sismique, et peut-être dans les moindres détails. « [Le séisme au Japon] nous donne, pour la première fois, la possibilité de modéliser dans le détail ce qui s'est passé lors de la rupture d'un tremblement de terre. » Dans le domaine des normes et constructions antisismiques, Tom Heaton, ingénieur sismologue, estime aussi que « la tragédie pourra fournir des informations sans précédent sur la façon dont les bâtiments ont résisté à de longues séries de secousses sismiques — et donc sur la façon de mieux construire. » James Cave (professeur agrégé de sciences terrestres et planétaires à l'université Harvard) confirme que les données issues de ce tremblement de terre devraient fournir de nouveaux détails pour le quake-proofing (résistance aux séismes) des grandes zones urbaines à l'avenir.
Les sismologues attendent toujours un grand tremblement de terre encore plus important, dit « The Big One » (nom donné à un séisme comparable attendu sur la côte ouest des États-Unis). Certains l'attendaient sur le littoral oriental, mais plus au sud, comme près de l'épicentre du tremblement de terre de Kanto de 1923 dans la Fosse de Sagami (en), au sud-ouest de Tokyo,.
Depuis 1976, à la suite des travaux de Katsuhiko Ishibashi, un grand tremblement de terre est attendu dans la Fosse Suruga (en). Le gouvernement suit les mouvements tectoniques des plaques de la région, en préparation d'un évènement dit tremblement de terre de Tokai (en), qui pourrait être « The Big One » redouté (par le passé, des vagues de tsunami sont supposées avoir plusieurs fois dépassé 30 m de hauteur au Japon).

### Politique intérieure japonaise
Le séisme intervient à un moment où le Premier ministre Naoto Kan connaît plusieurs difficultés politiques qui mettent en cause la survie de son gouvernement. Une affaire de financement politique illégal, une opposition au sein de son propre parti le Parti démocrate du Japon, ainsi que des oppositions au parlement pour le vote des lois du budget de l'État japonais pour l'exercice fiscal débutant le 1er avril ont érodé la popularité du chef du gouvernement. Des élections locales doivent aussi se tenir dans les semaines suivantes, comme à Tokyo où le gouverneur Shintarō Ishihara est en course pour un quatrième mandat. Les réponses à apporter à ce type de situation de crise ont par ailleurs été retravaillées depuis le séisme de 1995 de Kōbe.

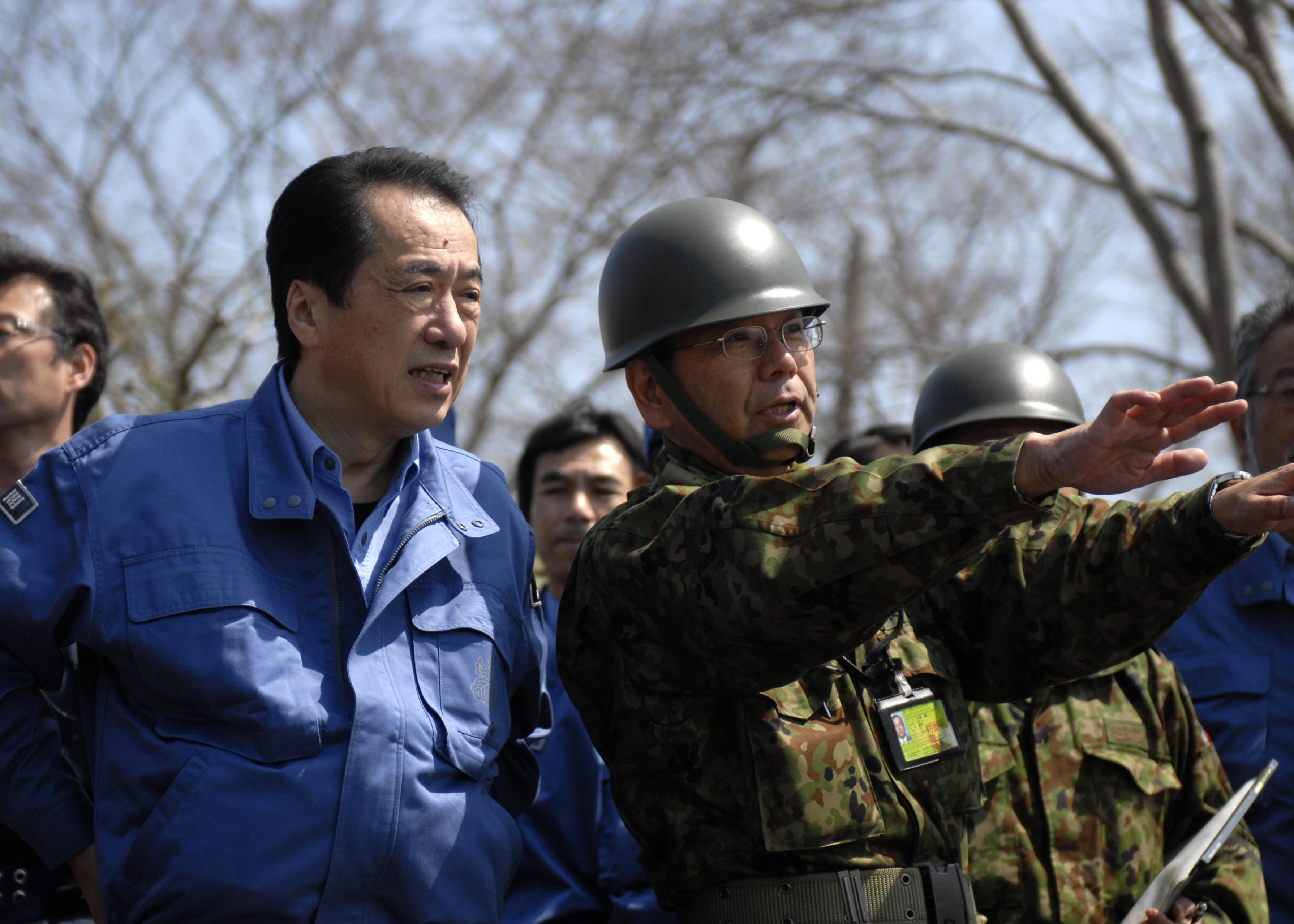
Le Premier ministre Naoto Kan en visite à Ishinomaki le 10 avril.

Le Premier ministre Naoto Kan mobilise dès le 11 mars une partie des navires des Forces japonaises d'autodéfense, et une cellule de crise est mise en place. Le gouverneur de la préfecture de Miyagi demande le même jour que les forces terrestres des Forces japonaises d'autodéfense soient aussi mobilisées. En raison de problèmes de communication entre le gouvernement et The Tokyo Electric Power Company qui gère la centrale de Fukushima, le Premier ministre annonce la mise en place d'un quartier général commun le 15 mars. Yoshito Sengoku, ancien secrétaire général du Cabinet, est rappelé au gouvernement le 17 mars pour venir renforcer l'équipe s'occupant des conséquences du séisme. Le secrétaire général du Cabinet Yukio Edano apparaît régulièrement dans les médias ou via Twitter pour communiquer sur la situation, le Premier ministre n'intervenant pas publiquement pendant la semaine du 18 au 25 mars, et à la faveur de sa gestion des événements, Yukio Edano commence à acquérir au fil des conférences de presse, un profil de potentiel futur premier-ministrable selon plusieurs observateurs.
Concernant l'opposition, Sadakazu Tanigaki, dirigeant du principal parti d'opposition PLD, annonce le 13 mars que son parti et celui au pouvoir étaient en discussion pour mettre en place des taxes suffisantes pour assurer ce financement. Cependant, il rejette le 19 mars les demandes du Premier ministre de rentrer au gouvernement, tout comme le font le même jour d'autres partis d'opposition. L'idée de coalition réunissant partis d'opposition et de majorité est rediscutée au début du mois d'avril, mais le chef de l'opposition Sadakazu Tanigaki demande comme prérequis la démission du Premier ministre.
Au niveau local, les élections qui devaient se tenir au mois d'avril sont repoussées de deux à six mois dans les régions les plus durement touchées,,. Dans la préfecture de Tokyo, le gouverneur Shintarō Ishihara, met en place le 16 mars une équipe spéciale pour suivre et gérer les conséquences locales des accidents nucléaires de Fukushima alors que la municipalité ne dispose pas de plan préétabli pour faire face aux conséquences de possibles retombées radioactives. Il doit par ailleurs s'excuser publiquement pour avoir déclaré que le tsunami était une « punition divine contre les Japonais qui s'étaient rendus coupables d'égoïsme », et débloque une aide de 10 milliards de yens en faveur de la région du Tōhoku. Dans la préfecture de Miyagi, le gouverneur Yoshihiro Murai appelle le 18 mars les habitants de la préfecture à rejoindre d'autres régions en raison des problèmes d'hébergement.
L'empereur Akihito intervient tout d'abord sous la forme d'un communiqué de presse le 12 mars, puis à la télévision japonaise le 16 mars, chose qui n'était pas arrivée lors du séisme de 1995 de Kōbe, pour un « message aux sinistrés ». Les propriétés que la maison impériale possède dans la région touchée sont par ailleurs ouvertes aux réfugiés, et les aliments qui y sont produits distribués. Le couple impérial visite par ailleurs plusieurs lieux touchés par le désastre dans les semaines qui suivent.

### Médias

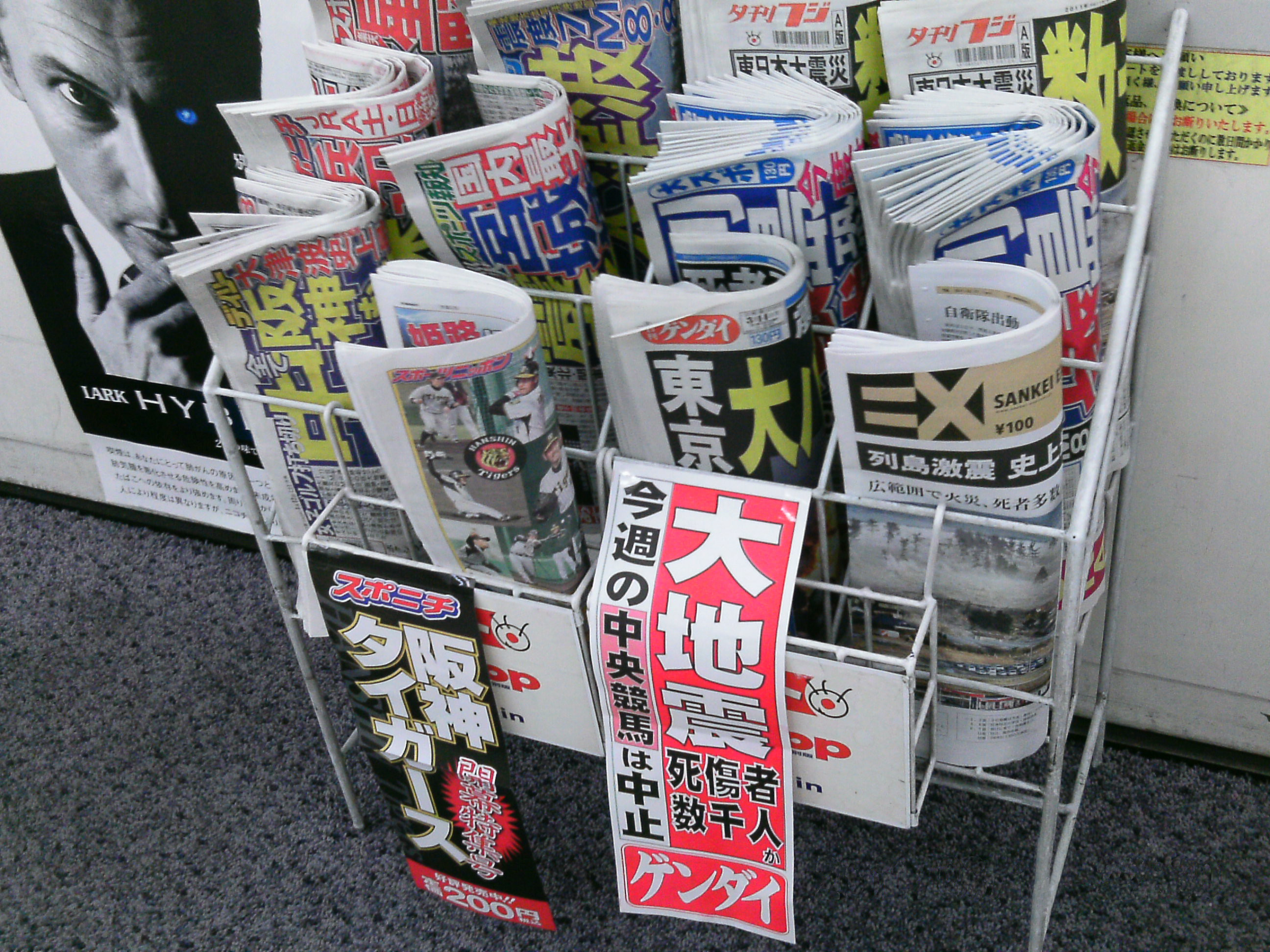
Manchettes des journaux japonais le lendemain du séisme.

La chaîne de télévision nationale Japan Broadcasting Corporation (NHK) suspend ses programmes dès 14 h 48 pour couvrir sans interruption les évènements et diffuse les premières images du séisme au reste du pays comme à l'international via NHK World. La chaîne, qui doit statutairement fournir une couverture les désastres pouvant se dérouler dans l'archipel, dispose alors de 46 stations locales, de 14 hélicoptères en état de veille permanente, ainsi que 460 caméras contrôlées à distance dans des endroits sensibles comme des ports. De nombreuses autres chaînes télévisées japonaises diffusent également les informations sans interruption. Ustream Asia diffuse les images de NHK, Tokyo Broadcasting System, Fuji TV, TV Asahi, TV Kanagawa et CNN sur Internet depuis le 12 mars 2011. La plupart de ces chaînes commerciales recommencent à diffuser leurs programmes normaux à partir du 14 mars.
Les journaux japonais du lendemain du séisme appellent les politiques du pays à coordonner leurs efforts pour faire face aux conséquences du séisme, avant de critiquer dès le 13 mars le gouvernement de Naoto Kan pour sa vitesse de réaction et sur sa communication autour des accidents nucléaires de Fukushima, les premières critiques venant des journaux conservateurs hostiles au gouvernement.
Les médias étrangers relaient dans un premier temps les images fournis par les médias locaux. Une photo de Tadashi Okubo (ja), journaliste du Yomiuri Shimbun, prise dans la ville d'Ishinomaki après le passage du tsunami, est ainsi largement reprise par la presse étrangère. Ils notent aussi l'absence de cadavres parmi les images diffusées par les Japonais,. Ils sont par ailleurs critiqués au Japon et dans plusieurs pays pour leurs traitements jugés biaisés en faveur de la capitale et au détriment de la région du Tōhoku ou des autres régions non touchées du Japon, ou aux tonalités sensationnalistes,. Des problèmes de traduction touchent aussi la collecte et la diffusion d'information à l'étranger,, et contrairement au séisme de Kōbe, le ministère des Affaires étrangères japonais n'est intégré à la cellule de crise mise en place par le gouvernement et aucun porte-parole de langue maternelle anglaise n'est intégré au dispositif. Le Premier ministre signe par ailleurs le 16 avril un article en anglais dans l'International Herald Tribune, The Washington Post et The New York Times pour exprimer son « regret » quant aux accidents nucléaires de Fukushima, et deux Japonais liés aux évènements, Katsunobu Sakurai et Takeshi Sanno, sont retenus par le Time dans sa liste des 100 personnalités les plus influentes du monde cette année-là. L'accès à Internet est par ailleurs filtré par certains pays, la Chine empêchant les recherches relatives aux « fuites nucléaires » d'être affichées, et les États-Unis empêchant à ses soldats présents sur place l'accès à des sites comme YouTube ou Google Video.

### Personnalités et intellectuels
Plusieurs auteurs japonais s'expriment sur les évènements dans les jours suivant le séisme. Le prix Nobel de littérature Kenzaburō Ōe déclare ainsi que « l'histoire du Japon est entrée dans une nouvelle phase, et une fois de plus nous sommes sous le regard des victimes du nucléaire », et enjoint au gouvernement d'abandonner définitivement l'énergie nucléaire. Ryū Murakami quant à lui, voit dans la réaction des Japonais un message d'espoir, et le mangaka Motorō Mase y voit une source d'inspiration pour les artistes japonais et étrangers. À ces voix s'ajoute celle d'Haruki Murakami en juin, qui y voit la seconde frappe nucléaire infligée au Japon après celle d'Hiroshima. Le poème Ame ni mo Makezu de Kenji Miyazawa, natif de la région touchée, connaît par ailleurs un regain de popularité à la faveur d'une lecture donnée par l'acteur Ken Watanabe.
Des cinéastes prennent aussi position. Le réalisateur Yōji Yamada annonce en avril repousser le tournage de sa réadaptation de Voyage à Tokyo afin d'y inclure les conséquences sociales des évènements. Les Studio Ghibli annoncent fin juin vouloir produire leurs films sans avoir recours à de l'énergie nucléaire.
Des personnalités étrangères s'expriment aussi sur le sujet. Les anciens chefs d'État Václav Havel et Richard von Weizsäcker, ainsi que le prix Nobel de la paix Desmond Tutu, lancent un appel à la solidarité.

## Opérations humanitaires

### Opérations japonaises
Le gouvernement organise aussitôt des opérations de secours dans la région. Les forces de police et la garde côtière du Japon opèrent immédiatement en vue de secourir les rescapés. Le Premier ministre Naoto Kan mobilise dès le 11 mars une partie des navires des Forces japonaises d'autodéfense, et le 13 mars, il porte la mobilisation à 40 % des troupes des Forces japonaises d'autodéfense, et le 15 mars, le gouvernement décide de confier la gestion de la collecte et de distribution des biens d'urgence aux Forces japonaises d'autodéfense. 10 000 réservistes sont appelés en renfort le 17 mars. Le secrétaire général du Cabinet, Yukio Edano, annonce le 13 mars que le gouvernement allait dégager 200 milliards de yens de fonds de secours du budget fiscal de 2010.
Un réseau d'aides mutuelles regroupant 1 571 collectivités locales, soit 90 % des métropoles, arrondissement, villes, et villages du pays, et basé sur un réseau liant les préfectures entre elles depuis 1996, envoie dès le 12 mars des aides matérielles et humaines dans les zones touchées. La ville de Sendai reçoit ainsi un premier groupe de 51 fonctionnaires de la ville de Kōbe dès le 14 mars, et la préfecture de Miyagi un total de 400 fonctionnaires. La préfecture d'Iwate reçoit elle par ce biais une assistance technique de 180 fonctionnaires des préfectures d'Osaka, de Shizuoka, de Fukui, et de Wakayama.
Une campagne de recherche des corps est lancée le 1er avril pour laquelle sont déployés 17 000 soldats japonais et 7 000 américains, et à cette date les efforts sont redéployés des activités humanitaires aux activités de traitement des décombres.

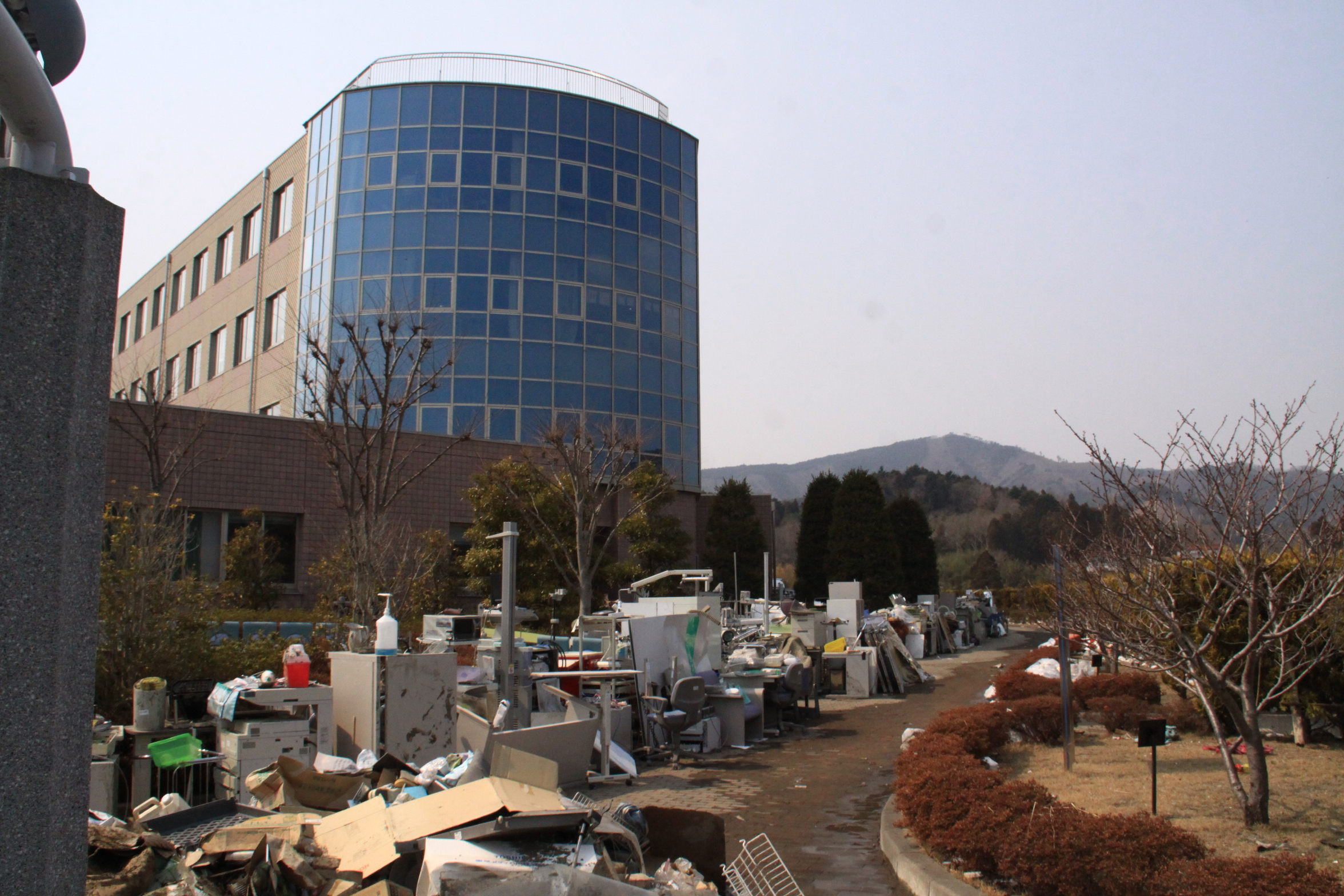
Équipement médical détruit à Onagawa, dans la préfecture de Miyagi.

Les ONG nationales participent elles aussi aux opérations humanitaires en collectant des fonds et en envoyant des personnels. La Croix-Rouge japonaise récolte ainsi au 30 mars près de 59,4 milliards de yens, et un total de 282,9 milliards de yens à la fin août, contre les 16 milliards de yens récoltés lors du séisme de 1995 de Kōbe, mais l'aide est retardée en raison du grand nombre d'acteurs concernés. La Central Community Chest of Japan lève au 25 mars quelque neuf milliards de yens. Au total, 15 000 personnels médicaux venant des autres régions du Japon sont ainsi déployés, dont un millier dès le jour suivant le séisme, alors que 70 % des hôpitaux des trois préfectures les plus touchées ont un fonctionnement perturbé et que 20 % n'ont pas repris leurs activités un mois plus tard.
La mafia japonaise organise elle aussi des opérations dans les zones touchées en agissant masquée. Elle fournit ainsi des vivres et du matériel aux sinistrés, mais aussi des abris dans la région de Tokyo. Le chiffre de 70 camions transportant des vivres d'une valeur de 500 000 dollars est avancé au 25 mars. Les organisations mafieuses, qui contrôlent 3 % à 4 % de l'industrie du bâtiment du pays, y voient une opportunité pour se positionner en vue des marchés économiques liés aux travaux de reconstruction des régions sinistrées.

### Opérations étrangères

#### Assistances étrangères

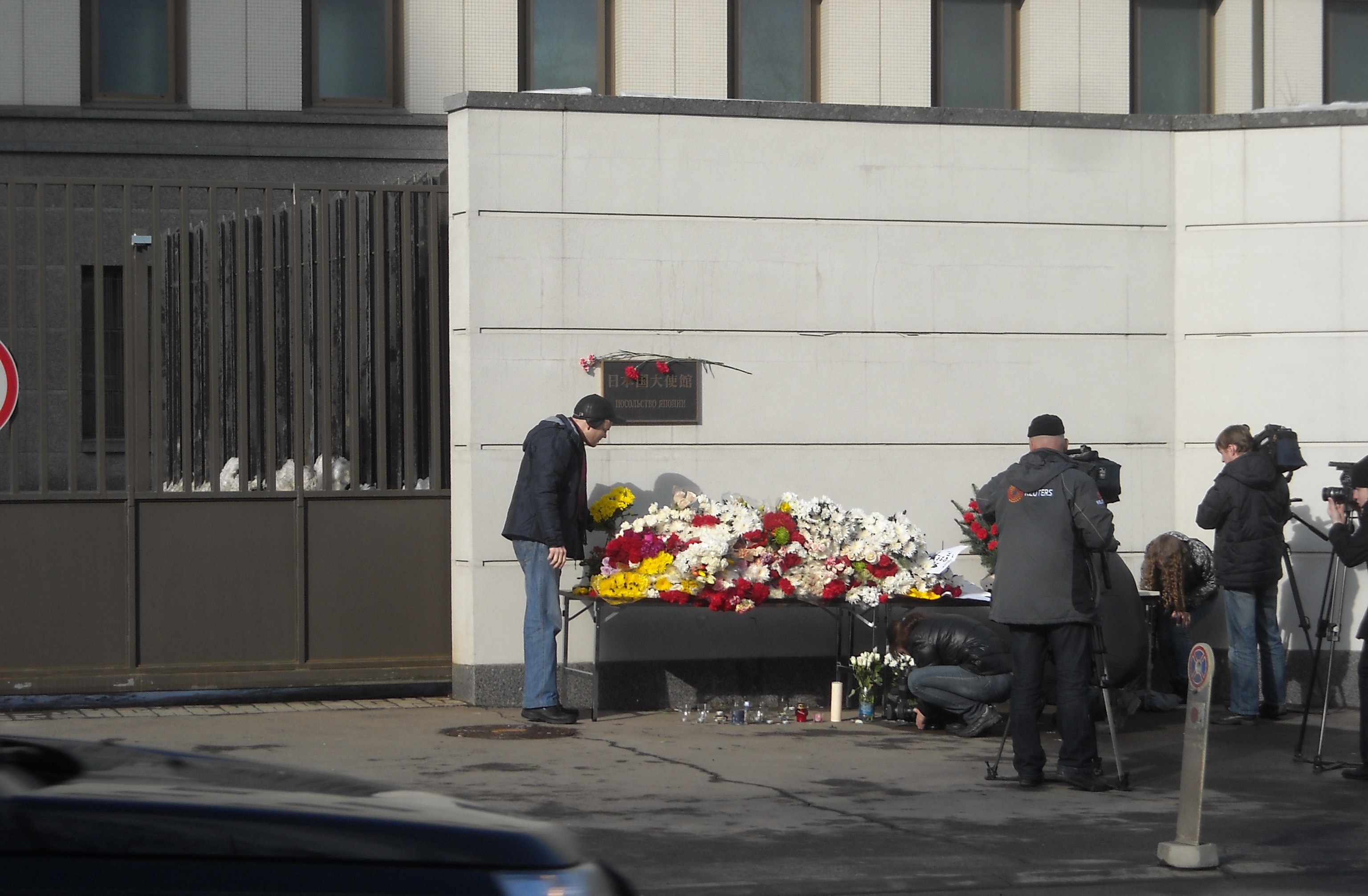
Des Russes déposent des fleurs devant l'ambassade du Japon à Moscou, Russie.

Le Japon a reçu un bon nombre de messages de condoléances et d'offres d'assistance dans les rangs internationaux. D'après le ministère des Affaires étrangères, le pays a reçu au 19 mars des offres d'assistance de 128 pays, et de 33 organisations non gouvernementale. Plusieurs villes étrangères jumelées avec des villes japonaises touchées réagissent. Des villes jumelées avec Sendai comme Riverside en Californie, Dallas au Texas, ou Rennes en France, apportent leur soutien à la ville.
Le Japon demande dans les premiers jours suivant le séisme de l'aide des équipes venant d'Australie, de Nouvelle-Zélande, de Corée du Sud, du Royaume-Uni et des États-Unis. Au 27 mars, le ministère des Affaires étrangères du Japon annonce avoir accueilli des équipes de sauvetage de 20 pays ainsi que l'UNDAC (en), et des experts de l'Agence internationale de l'énergie atomique (AIEA). À la même date, le pays a reçu de l'aide matérielle de 26 pays, région, et/ou organisations internationales. Les pays membre de l'Union européenne coordonnent leurs efforts au sein du Monitoring and Information Centre de la direction générale de l'aide humanitaire, et les 18 pays participants fournissent quelque 122 000 couvertures, 45 000 jerrycans d'eau, 7 900 matelas, ainsi que des sacs de couchage, des pompes, et des générateurs. Un premier chargement de 72 tonnes d'équipement arrive au Japon le 25 mars. Le pays fait aussi appel à des médecins étrangers, et une première équipe médicale arrive le 27 mars, constituée de 53 personnes, dont 14 docteurs et 7 infirmiers.
Des problèmes d'acheminement et de distribution de cette aide étrangère apparaissent. Les médecins étrangers, non titulaires de diplômes japonais, ne sont pas autorisés à effectuer des actes médicaux avant que les restrictions ne soient allégée le 14 mars. De l'aide expédiée par Singapour le 11 mars n'est distribuée que le 19 mars pour des raisons administratives ; l'aide de l'Union européenne prête le 11 mars n'est autorisée à être expédiée que le 15 mars et n'arrive sur zone que le 26 mars ; l'aide médicale envoyée par l'Ukraine pour combattre les effets des radiations est refusée par l'administration, les médicaments n'étant pas certifiés au Japon.
Des équipes étrangères sont aussi appelées pour faire face à l'accident nucléaire de Fukushima, et des spécialistes français et américains sont envoyés sur site à partir du 1er avril, ainsi que du matériel en provenance de ces deux pays ainsi que de Chine, de Corée du Sud et d'Allemagne. L'entreprise française AREVA est par ailleurs chargé le 19 avril par l'exploitant du site TEPCO du nettoyage des eaux contaminées dans la centrale de Fukushima Daiichi.
Des pays avec lesquels le Japon connaît des tensions diplomatiques persistantes lui portent aussi assistance. La Chine, avec qui le Japon a des contentieux récents au sujet des îles Senkaku, tout comme la Russie avec qui le pays a un contentieux relatif aux îles Kouriles, lui portent assistance sous la forme d'aide stratégique en fioul lourd, essence et gaz naturel. La Corée du Nord, comme son dirigeant Kim Jong-il, font par ailleurs un don financier au pays.

#### OpérationTomodachi ("Ami")

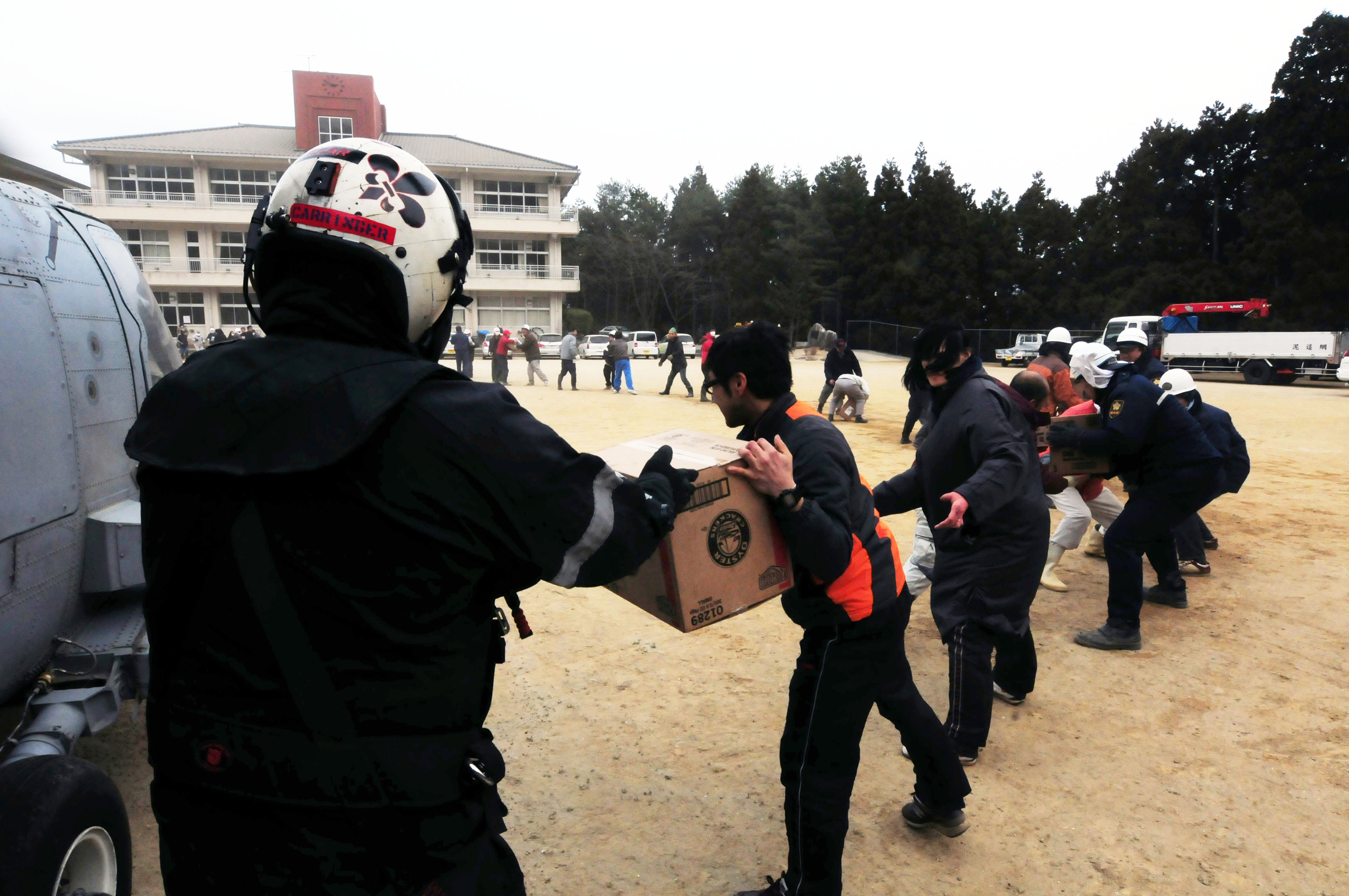
Des Japonais aident à décharger des vivres d'un hélicoptère pendant l'opération Tomodachi.

Les États-Unis disposent au Japon de plusieurs bases militaires depuis la fin de l'occupation en 1952, et depuis des négociations en 2005-2006, les exercices communs avec les Forces japonaises d'autodéfense ont augmenté, et des moyens ont été mutualisés. Le département de la Défense américain lance l'opération Tomodachi peu après le séisme, et le porte-avions de l'US Navy USS Ronald Reagan ainsi que la flotte de la IIIe force expéditionnaire des marines sont utilisés. L'aide américaine est ainsi décidée plus rapidement que lors du séisme de Kōbe, des raisons politiques ayant retardé et réduit celle-ci à l'époque.
Le commandement est assuré par les forces japonaises, l'US Navy fournit 19 vaisseaux, 140 aéronefs et 18 282 personnes ainsi que plusieurs de ses aéroports. L'opération est la plus importante jamais effectuée entre les forces américaines et japonaises ; 900 membres des FAD ainsi que 250 véhicules sont acheminés dans les zones touchées par l'armée américaine. Au 28 mars, quelque 100 000 litres d'eau, 80 tonnes de nourriture ainsi que 40 tonnes de vêtements et de couvertures ont été distribués.

## Reconstruction

### Financement de la reconstruction
Un plan de relance équivalent à 1 % à 2 % du produit intérieur brut (PIB) du pays est envisagé dès les premiers jours suivant le séisme, contre 0,6 % pour celui de Kōbe de 1995. La Banque mondiale estime que la durée de reconstruction devrait s'étaler sur cinq ans et coûter entre 123 et 235 milliards de dollars (USD) soit 2,5 à 4 % du produit intérieur brut. Dans le même temps, le pays est l'État le plus endetté des pays développés avec une dette estimée à 204 % de son PIB. Celle-ci est gérée pour moitié par les organismes d'État de la Japan Post Bank et du Government Pension Investment Fund (en), et détenue pour 95,4 % par des épargnants japonais, et selon l'agence de notation Moody's, « le Japon est bien armé pour faire face aux conséquences économiques » : la banque du Japon est capable de soutenir l'économie, via des injections massives de fonds, mais aussi de l'épargne ; de plus, les dépenses liées à la reconstruction devraient compenser l'arrêt de la production et la baisse de la demande.
Le gouvernement japonais annonce le 26 mars qu'il allait couvrir la plupart des dépenses de la reconstruction qui devaient échoir aux collectivités locales. Il qualifie le séisme et ses effets de « désastre à grande échelle », ce qui selon la loi japonaise impose à l'État de couvrir 90 % des coûts de la reconstruction des ports et des routes. Il annonce par ailleurs la couverture à 80 % de la reconstruction des hôpitaux publics et des réseaux de distribution d'eau, mesure qui n'est pas prévue par la loi sur les désastres. En outre, les obligations émises par les collectivités locales pour couvrir le coût des reconstructions seront couvertes par le gouvernement à 95 % sous forme de redistribution d'impôts. Un prêt de 17,4 milliards d’euros est aussi débloqué par le gouvernement et trois banques privées japonaises pour aider la compagnie d’électricité TEPCO à reconstruire ses centrales touchées par le séisme ainsi que les coûts pour la fermeture de sa centrale de Fukushima-Daiichi.
La modalité de la levée des financements par l'État pose problème. L'émission d'emprunts d'État par le Japon et le rachat de ceux-ci par la banque du Japon, solution déjà employée dans les années 1930 pour sortir le Japon de la crise économique, est rejetée par le gouverneur de celle-ci, Shirakawa Masaaki. L'opération, autorisée sous certaines conditions par la diète, doit selon le gouverneur saper la confiance des marchés pour le yen et provoquer à terme une hausse de l'inflation. La levée d'impôts supplémentaires est rejetée par plusieurs parlementaires de la majorité comme de l'opposition car elle va entraîner selon eux, et alors que le pays est dans une phase de déflation, une baisse de la consommation à un moment où les entreprises ont besoin d'une relance de celle-ci. Les suspensions de mesures coûteuses promises par le gouvernement comme des allègements fiscaux pour les entreprises, la gratuité des autoroutes, ou la prolongation de mesures d'allocations familiales sont aussi étudiées.
La loi de financement de 2011 de 92 410 milliards de yens est voté par le parlement le 29 mars, dont près de 40 000 milliards de yens fournis par des emprunts d'État, malgré l'obstruction de la Chambre des conseillers. Sur cette somme, une enveloppe de 1 160 milliards de yens est prévue pour financer la reconstruction, et le gouvernement de Naoto Kan travaille alors sur un premier financement complémentaire de 2 000 milliards de yens. C'est finalement un complément de 4 000 milliards de yens qui est voté par le Parlement le 2 mai, et est financé par des coupes dans des programmes existants. Le 25 juillet, le Parlement approuve une deuxième allocation supplémentaire de 2 000 milliards de yens, avant une possible troisième rallonge de 10 000 milliards de yens.

### Étapes de la reconstruction
Malgré sa capacité à reconstruire — le Japon se place comme le troisième marché mondial de la construction —, la durée de reconstruction d'au moins cinq ans est confirmée par plusieurs experts comme le professeur David Alexander, de l'université de Florence, ou bien le chef de programme Abhas Jha, de la Banque mondiale. Un autre expert japonais, Hirokazu Anai, analyste chez JP Morgan Securities, prévoit environ 90 jours pour la réouverture du réseau routier afin de pouvoir distribuer les ressources (alimentation, combustible…) destinées à de nouvelles habitations qui auront été construites temporairement avant la reconstruction définitive de logements permanents. Toujours d'après lui, les nouvelles protections anti-tsunamis ainsi que le choix et la mise en place des mesures de sécurité allaient prendre le plus de temps.

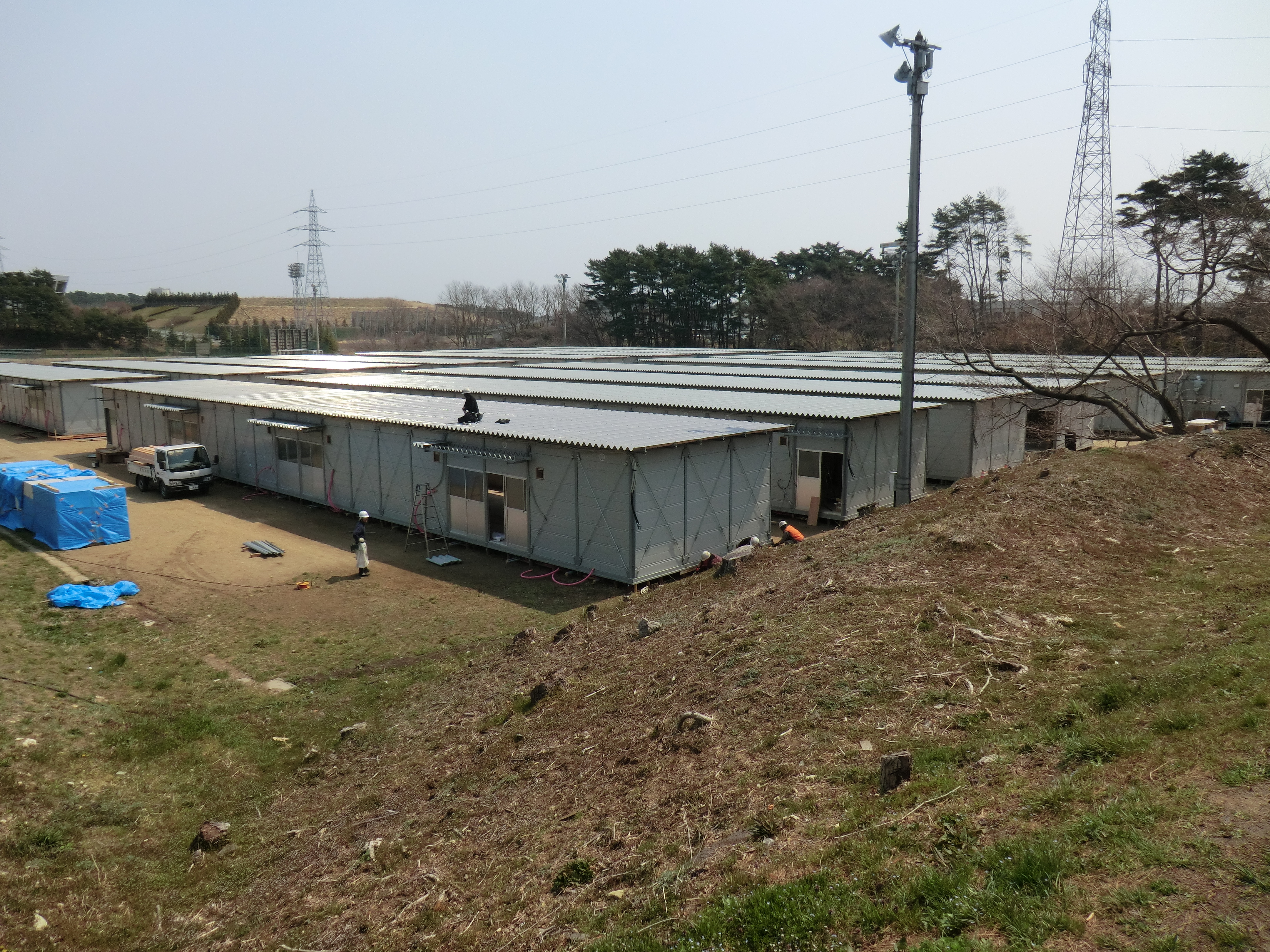
Habitations temporaires à Shichigahama.

La construction d'habitations temporaires commence dès le 28 mars dans la ville d'Ishinomaki, avec la mise en chantier de 137 maisons et la demande de construction auprès de sa préfecture de 10 000 autres. Dans la préfecture d'Iwate, l'administration locale prévoit la construction de 18 000 habitations temporaires et les chantiers doivent s'étaler jusqu'en septembre ; dans celle de Miyagi, l'administration prévoit 30 000 constructions réparties dans 13 villes et villages, dont 4 385 dès le premier mois. Au total, le gouvernement vise alors la construction de 30 000 hébergements temporaire pour la mi-mai, et de 30 000 de plus pour la mi-août. Ces constructions sont suffisantes pour que les préfecture d'Iwate et de Fukushima ferment leurs abris temporaires au 1er septembre, et en novembre les constructions temporaires sont toutes achevées.
Dans la région du Tōhoku, la destruction d'emploi est estimée à terme à 81 500 dans les trois préfectures les plus touchées, et dès le mois de septembre le nombre de chômeurs quadruple dans les trois préfectures les plus touchées. Le gouvernement met en place le 28 mars un conseil dont le but est de favoriser l'emploi dans cette région. Des mesures comme la préférence pour des entreprises locales lors des chantiers de reconstruction sont alors avancées, de même que la suspension des taxes pour les entreprises de la région demandée par la Fédération des organisations économiques japonaises.
Le redéploiement de certaines activités est aussi étudié. Certaines entreprises étudient alors à cette occasion le transfert de leur siège dans la région d'Osaka. Le maire de cette ville intervient par ailleurs au niveau du gouvernement pour essayer d'obtenir que certaines de ses administrations y soient relocalisées afin de limiter les risques en cas de séisme majeur à Tokyo.
La construction de 14 nouveaux réacteurs nucléaires décidée par le gouvernement japonais en juin 2010 est réévaluée, et le Premier ministre annonce en marge du sommet du G8 fin mai que le pays allait se fixer un but de 20 % d'énergies renouvelables pour les années 2020, contre 10 % au moment de l'annonce. Le 9 septembre, le gouvernement annonce qu'environ 220 milliards de yens allaient être alloués à la dépollution des zones contaminées dans la région de Fukushima.
Un panel est mis en place par le gouvernement le 11 avril dans le but de discuter des modalités de la reconstruction sur des sujets comme la revitalisation des communautés locales ou la question du traitement des débris, et qui incluent les gouverneurs des trois préfectures les plus touchées, ainsi que l'architecte Tadao Andō, des universitaires comme le président de l'université Keiō Atsushi Seike (ja) ou le professeur de l'université de Tokyo Takashi Mikuriya (ja). Cependant, des questions liées au périmètre de ses travaux gênent ses débuts. Les premières propositions sont transmises au premier ministre le 11 juin.
Une Agence pour la Reconstruction (復興庁, Fukkō-chō) est créée en février 2012 sous le gouvernement Noda, avec à sa tête le ministre d'État à la Reconstruction (poste créé dès juin 2011 sous le gouvernement Kan).
30 405 logements sociaux pour la reconstruction sont prévus : 9 % sont achevés en 2014, 58 % en 2016, et 92 % en 2018. Dans le même temps, il est prévu d'aménager 18 000 terrains résidentiels pour permettre aux personnes déplacées de rebâtir leurs maisons : 5 % sont achevés en 2014, 45 % en 2016, et 81 % en 2018. En dehors de ces travaux, le nombre de maisons reconstruites est estimé à 111 000 en 2014, 127 000 en 2016 et 139 000 en 2018.

## Dans la culture
Ce séisme a inspiré plusieurs œuvres (pour les œuvres centrées plus spécifiquement sur l'accident nucléaire, voir l'article Accident nucléaire de Fukushima) :
- La Famille Asada, film japonais sorti en 2020
- Suzume, film d'animation japonais sorti en 2023

## Éponymie
L'astéroïde (31152) Daishinsai est nommé en référence au séisme.